# Pakistanische Cricket-Nationalmannschaft
Die pakistanische Cricket-Nationalmannschaft (englisch Pakistan national cricket team; Urdu پاکستان قومی کرکٹ ٹیم Pākistān qaumī kirkeṭ ṭīm), deren Spieler auch unter den Spitznamen Shaheens, Green Shirts, Men in Green und Cornered Tigers bekannt sind, vertritt Pakistan auf internationaler Ebene in der Sportart Cricket. Das Team wird vom Pakistan Cricket Board (PCB) geleitet und ist seit 1952 Vollmitglied im International Cricket Council. Die Mannschaft besitzt somit Teststatus.
Pakistan ist die siebtälteste Nationalmannschaft im Test Cricket und bestritt seinen ersten Test 1952 in Indien. Vor der Teilung Indiens im Jahr 1947 haben einige Spieler, die später Teil des pakistanischen Teams waren, auch schon für Indien gespielt. Pakistans größte Erfolge bisher sind der Gewinn der Weltmeisterschaft 1992, der Champions Trophy 2017, der World Twenty20 2009 und zwei Titel beim Asia Cup (2000 und 2012). Sieben ehemalige pakistanische Spieler wurden in die ICC Cricket Hall of Fame aufgenommen.

## Geschichte

### Anfangsjahre

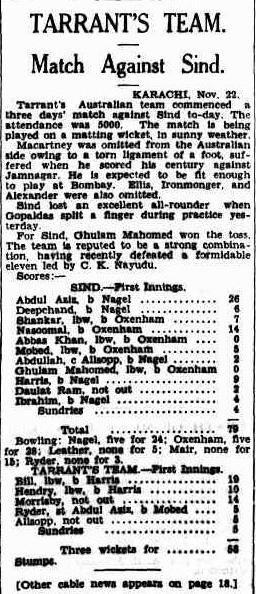
Spielbericht des Matches zwischen Sindh und Australien in Karatschi am 22. November 1935 im The Sydney Morning Herald

Cricket wurde in Pakistan bereits vor dessen Unabhängigkeit 1947 im Land gespielt; der Sport war von den Briten in ihre damalige Kronkolonie Britisch-Indien gebracht worden, wo er schnell an Beliebtheit gewann. Das erste dokumentierte Cricketspiel fand am 22. November 1935 zwischen Sindh und Australien in Karatschi statt. Dem Spiel wohnten etwa 5.000 Einwohner der Stadt bei.

### Nach der Unabhängigkeit

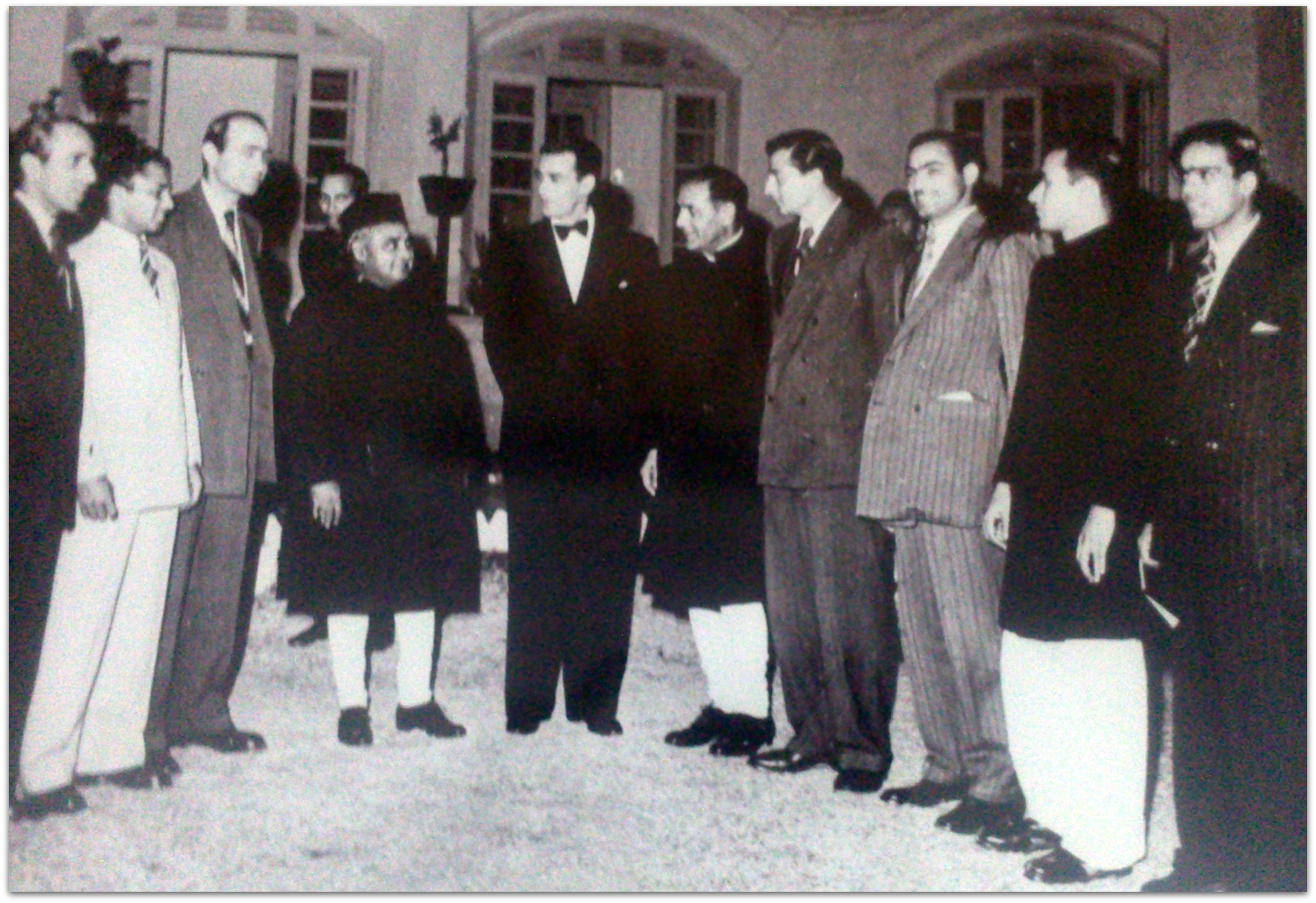
Die pakistanische Cricket-Nationalmannschaft wird vor ihrer Abreise nach Indien vom Premierminister Khawaja Nazimuddin verabschiedet

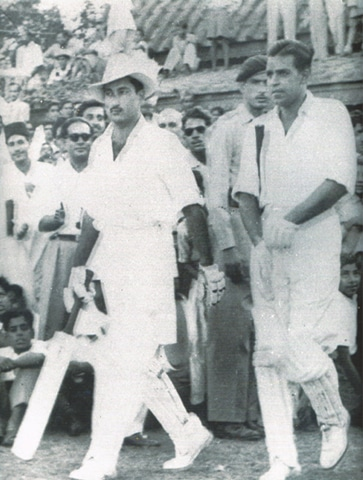
Waqar Hasan (links) und Imtiaz Ahmed (rechts) während des zweiten Tests gegen Neuseeland 1955 in Lahore

Nach der Teilung Indiens 1947 und der damit verbundenen Gründung des Staates Pakistan entwickelte sich eine professionelle Cricket-Szene im neuen Land. Am 1. Mai 1949 erfolgte die Gründung des Board of Cricket Control Pakistan (BCCP) und am 28. Juli 1952 wurde Pakistan auf Empfehlung Indiens bei einer Vollversammlung der Imperial Cricket Conference (heute International Cricket Council, ICC) im Londoner Lord’s zum Vollmitglied ernannt. Im Vergleich zu Pakistan durchlief Indien als Nachfolgerstaat Britisch-Indiens nicht so eine schnelle Entwicklung im Cricket. Zum ersten Kapitän der neuen Nationalmannschaft wurde Abdul Hafeez Kardar ernannt.
Pakistans erstes Test Match fand im Oktober 1952 im Feroz Shah Kotla Ground in Delhi statt. Es war Teil einer Serie von fünf Test Matches in Indien, die der Gastgeber mit 2–1 gewann, mit zwei Remis. 1954 besuchte Pakistan erstmals England und erzielte in der Testserie ein 1–1 Unentschieden. Der pakistanische Sieg im Oval, bei dem Fazal Mahmood zwölf Wickets erzielte, war der erste Auswärtssieg der Mannschaft in England. Das erste Test Match auf heimischem Boden trug Pakistan im Januar 1955 im Bangabandhu National Stadium Dhaka aus (Dhaka gehöre damals noch zu Pakistan, ist aber inzwischen die Hauptstadt von Bangladesch). Gegner war wieder Indien und auch dieses Spiel war Teil einer Serie von fünf Test Matches. Die übrigen Spiele fanden in Bahawalpur, Lahore, Peschawar und Karatschi statt. Zum ersten Mal in der Geschichte des Test Cricket endeten alle fünf Matches einer Testserie in einem Remis. Im selben Jahr besuchte erstmals Neuseeland Pakistan für eine Testserie zwischen beiden Ländern. Im ersten Test Match gewann der Gastgeber mit einem Run und im zweiten mit vier Wickets. Der letzte Test der Serie endete in einem Remis, wodurch Pakistan seine erste Testserie gewann (mit 2–0).
1956 spielte Australien während seiner Südasientour erstmals ein Test Match gegen Pakistan, das der Gastgeber gewann. Es bowlte Australien im ersten Innings für 80 Runs aus. Als Pakistan für 199 Runs alle seine Wickets verlor, führte es mit 119 Runs. Im zweiten Innings bowlte Pakistan Australien für 187 Runs aus, nach Erreichen der nötigen 68 Runs gewann es schließlich mit neun Wickets. Fazal Mahmood brillierte auch diesmal mit seinem Bowling und nahm 13 Wickets für 114 Runs. 1958 besuchte Pakistan für eine Serie von fünf Tests erstmals die Karibik. Im ersten Test erzielte Pakistan ein Remis. Hanif Mohammad bewahrte seine Mannschaft vor einer Niederlage, nachdem sie im ersten Innings für 106 Runs ausgebowlt worden war und die West Indies zuvor 579 Runs erzielt hatten. Während der Aufholjagd für 473 Runs spielte Mohammad im längsten Test Match Innings von 970 Minuten und erzielte die entscheidenden 337 Runs. Die folgenden drei Test Matches gewannen die West Indies und im letzten Match erzielte Pakistan seinen ersten Sieg gegen diese Mannschaft mit einem Innings und einem Run. Diesmal trug Hanifs Bruder Wazir Mohammad 189 Runs zu Pakistans Ergebnis von 496 Runs in Antwort auf die 268 Runs der Gastgeber bei. Die West Indies wurden im zweiten Innings für 227 Runs ausgebowlt, der Seriensieg war ihnen jedoch mit 3–1 nicht mehr zu nehmen.

### Unter Imran Khan zur Weltspitze

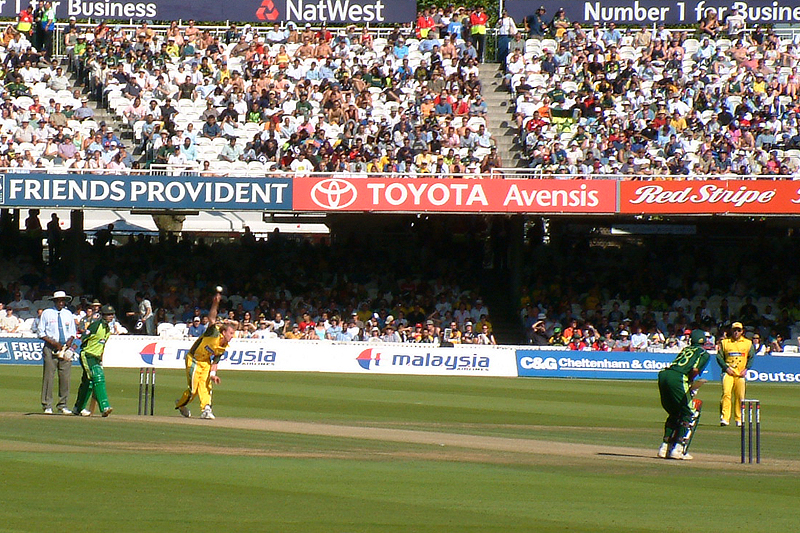
Der pakistanische Opening Batter Yasir Hameed erwartet ein Bowl von Australiens Brett Lee im Londoner Lord’s, 2004

Die Einführung des ODI-Crickets brachte auch für Pakistan neue Aspekte in das internationale Cricket. Das erste ODI bestritt es während der Neuseelandtour 1973 in Christchurch, es unterlag dem Gastgeber jedoch mit 22 Runs. Mit dem ODI-Cricket war die Einführung des Cricket World Cup verbunden. Während das Team beim Cricket World Cup 1975 noch in der Vorrunde ausschied, erreichte Pakistan bei den Turnieren 1979, 1983 und 1987 dreimal hintereinander das Halbfinale. Als Imran Khan 1982 Kapitän der Nationalmannschaft wurde, begann für Pakistan der Aufstieg zur Cricket-Weltspitze. Schon im zweiten Spiel der pakistanischen Englandtour 1982 im Lord’s führte er seine Mannschaft zum ersten Sieg auf englischem Boden in 28 Jahren.
Eines der ersten denkwürdigen Aufeinandertreffen mit Indien war das Finale des Australasia Cup 1986 in Schardscha in den Vereinigten Arabischen Emiraten. Indien begann am Schlag und erzielte 245 Runs. Als dann Pakistan an der Reihe war, kam Javed Miandad als dritter Schlagmann des Teams ins Spiel und musste zusehen, wie seine Batting Partner in regelmäßigen Abständen ihre Wickets verloren. Als nur noch drei Over zu spielen waren und Pakistan nach wie vor 31 Runs für einen Sieg benötigte, schien Indien als der sichere Sieger festzustehen. Miandad wollte „mit Würde verlieren“, er spielte daher mehrere riskante Schläge und erzielte mehrere Boundaries in Folge. Als dann nur noch ein Ball zu spielen war, benötigte Pakistan noch immer vier Runs. Miandad gelang mit diesem letzten Ball von Chetan Sharma ein Sixer und er verhalf Pakistan so zu einem denkwürdigen Sieg. Seitdem gilt Javed Miandad in Pakistan als Volksheld.
1987 führte Khan seine Mannschaft zum ersten Testseriensieg in Indien, nachdem die ersten vier Tests in Remis geendet waren und Pakistan den fünften gewann. Darauf folgte der erste pakistanische Seriensieg in England. Dazu kamen in den 1980er Jahren drei achtbare Remis gegen die West Indies. Indien und Pakistan waren 1987 gemeinsame Gastgeber des Cricket World Cup, aber keine der beiden Mannschaften kam über das Halbfinale hinaus. Nach dem Ende des World Cups gab Khan seinen Rückzug vom internationalen Cricket bekannt. 1988 bat ihn der Präsident von Pakistans Mohammed Zia ul-Haq als Kapitän der Mannschaft zurückzukehren, dem er am 18. Januar 1988 nachkam. Kurz nach seiner Rückkehr als Kapitän führte Khan Pakistan durch eine erfolgreiche Tour in die West Indies, bei der er 23 Wickets in drei Test Matches erzielte.
Der Cricket World Cup 1992 in Australien und Neuseeland begann für Pakistan wankelmütig, nachdem es in der Vorrunde, in der alle neun teilnehmenden Mannschaften gegeneinander antraten, drei der acht Gruppenspiele verloren hatte. Als es gegen England nur 74 Runs erzielte, schien es so, als würde Pakistan bereits in der ersten Runde ausscheiden. Das Spiel musste allerdings aufgrund von Regen vorzeitig abgebrochen werden und wurde als unentschieden gewertet. Das Spiel gegen Australien erwies sich jedoch als Wendepunkt und Pakistan gewann alle weiteren Gruppenspiele, während Australien und Indien ausschieden. Im Halbfinale begann Neuseeland als Schlagmannschaft und erzielte 262 Runs. Pakistan schlug in seinem Innings konservativ, verlor aber Wickets in regelmäßigen Abständen. Mit dem Erscheinen von Imran Khan und Saleem Malik kurz hintereinander benötigte Pakistan noch 115 Runs bei einer Net Run Rate von 7.67 für den Sieg, und der Veteran Javed Miandad war der einzige bekannte Batter, der noch auf der Pitch übrig war. Der junge Inzamam-ul-Haq erzielte mit einem durchschlagenden Auftritt 60 Runs aus 37 Bällen. Nachdem Inzamam sein Wicket verloren hatte, benötigte Pakistan noch 36 Runs aus 30 Bällen und der Wicket-Keeper Moin Khan erzielte mehrere Boundaries. Das Spiel wurde schließlich aufgrund einer herausragenden Leistung des jungen Inzamam-ul-Haq gewonnen, der später jahrelang Kapitän der Nationalmannschaft sein sollte. Im Finale trafen mit England und Pakistan zwei Mannschaften aufeinander, die zuvor noch keinen Cricket World Cup gewonnen hatten. Pakistan erzielte in seinem Innings 249/6 und es gelang, England für 227 auszubowlen, womit es mit 22 Runs gewann. Kapitän Imran Khan, der das entscheidende letzte Wicket selbst genommen hatte, nahm die Trophäe schließlich in Empfang. Khan hatte seiner Mannschaft geraten, ab der Gruppenphase wie „in die Enge getriebene Tiger“ (cornered tigers) zu spielen, woraufhin sie alle folgenden Spiele gewann. Pakistans Titelgewinn blieb vor allem für den Wiederaufbau der Mannschaft nach dem Rücktritt von Schlüsselspielern wie Waqar Younis und Saeed Anwar, sowie dem Kapitän Imran Khan, der trotz Verletzung weiterspielte, in Erinnerung. Beim Cricket World Cup 1996, der in Indien, Pakistan und Sri Lanka ausgetragen wurde, unterlag das Team gegen den „Erzrivalen“ Indien im Viertelfinale, während es beim Cricket World Cup 1999 erst im Finale gegen Australien unterlag und beim Cricket World Cup 2003 in Südafrika bereits in der Gruppenphase ausschied. Dagegen gewann es beim Asia Cup 2000 in Bangladesch im Finale gegen Sri Lanka mit 39 Runs seinen ersten Titel bei diesem Turnier.

### Auf und Ab in Turnieren

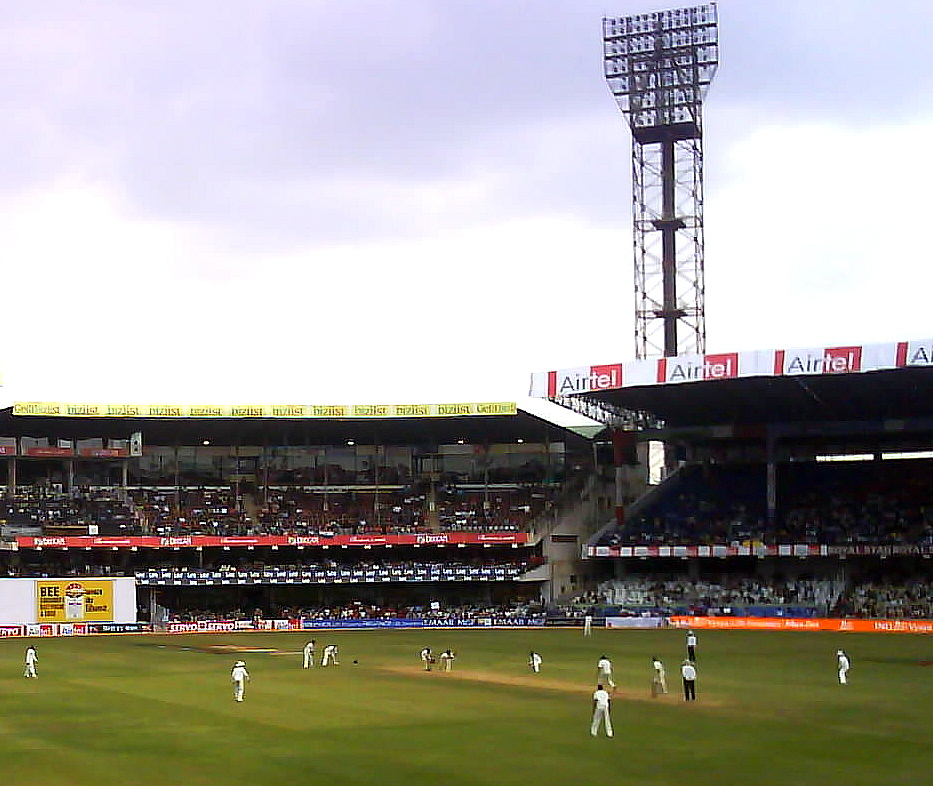
Test Match Indien gegen Pakistan im M. Chinnaswamy Stadium in Bengaluru, 2007

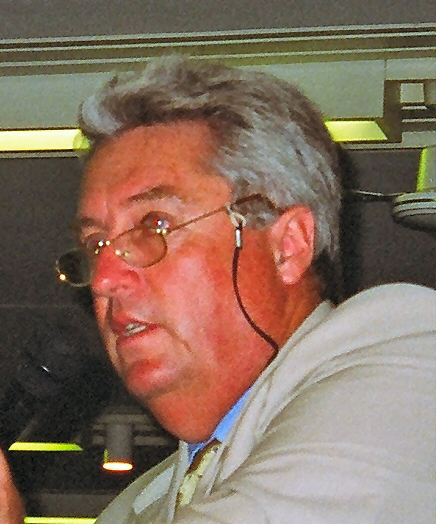
Pakistans Trainer Bob Woolmer starb während der Weltmeisterschaft 2007

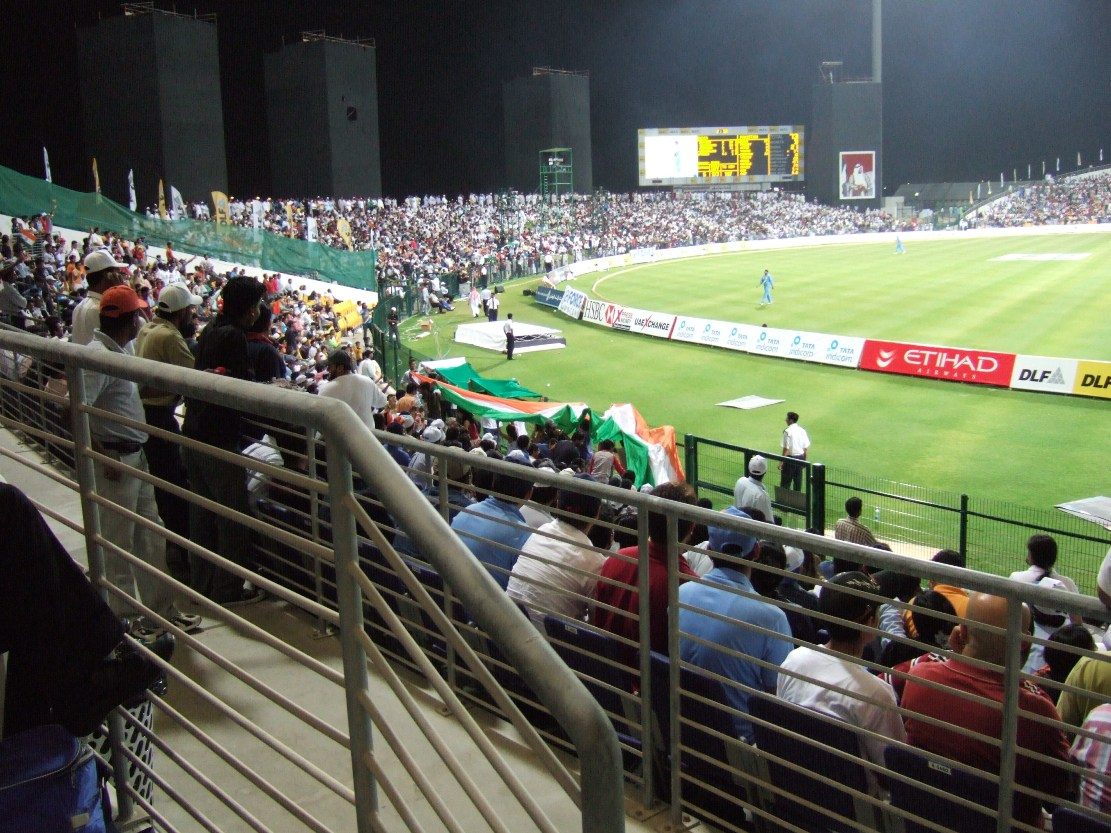
Wohltätigkeitsspiel Indien gegen Pakistan in den Vereinigten Arabischen Emiraten, 2007

Eine der größten Überraschungen in der Geschichte des Cricket World Cups war die unerwartete Niederlage Pakistans gegen Irland in Jamaika im Jahr 2007; für Irland war es die erste Teilnahme an einer Weltmeisterschaft. Pakistan, das nach seiner Niederlage im Eröffnungsspiel gegen die West Indies zuvor dieses Spiel unbedingt gewinnen musste, wurde von Irland auf die Pitch geschickt. Die Mannschaft verlor ihre Wickets in regelmäßigen Abständen und lediglich vier Batter erzielten zweistellige Run-Zahlen. Am Ende wurde sie von den Iren mit lediglich 132 Runs ausgebowlt. Die Iren gewannen das Match, nachdem Niall O’Brien 72 Runs erzielt hatte. Dadurch schied Pakistan zum zweiten Mal in Folge bereits in der ersten Runde des Turniers aus und die Mannschaft musste viel Häme über sich ergehen lassen. Am Tag nach der historischen Niederlage erlitt Bob Woolmer, der englische Coach der pakistanischen Mannschaft, einen Herzinfarkt und verstarb. Nachdem die jamaikanische Polizei den Tod zunächst als Mord untersucht und einzelne Spieler des Teams als Verdächtige vernommen hatte, kam sie zum Ergebnis, dass Woolmer eines natürlichen Todes gestorben war. Sein Assistent Mushtaq Ahmed sprang daraufhin als Interimstrainer für das verbleibende Gruppenspiel des Turniers ein. Nach dem Ausscheiden seiner Mannschaft und dem Tod Woolmers kündigte Inzamam-ul-Haq seinen Rücktritt als Kapitän und aus dem ODI-Cricket an, und erklärte, dass er weiterhin für Test Cricket zur Verfügung stehe, jedoch nicht als Kapitän. Shoaib Malik wurde zum neuen Kapitän Pakistans ernannt. Nach seiner Rückkehr amtierte Salman Butt bis in den Dezember 2007 hinein als Vizekapitän.
Am 20. April 2007 ernannte das Pakistan Cricket Board den früheren Test-Cricket-Spieler Talat Ali zum Interimstrainer, der diesen Posten neben seiner Rolle als Mannschaftsmanager übernahm. Am 16. Juli 2007 wurde Geoff Lawson, ehemaliger Trainer von New South Wales, Pakistans Trainer für die nächsten zwei Jahre; er war der dritte ausländische Trainer dieser Mannschaft. Während der ersten World Twenty20 2007 in Südafrika übertraf Pakistan alle Erwartungen und erreichte das Finale, unterlag gegen Indien jedoch knapp mit fünf Runs. Im Oktober 2008 ernannte der Pakistan Cricket Board Intikhab Alam zum neuen Nationaltrainer.

### Entzug von Heimspielen und zweiter internationaler Titel

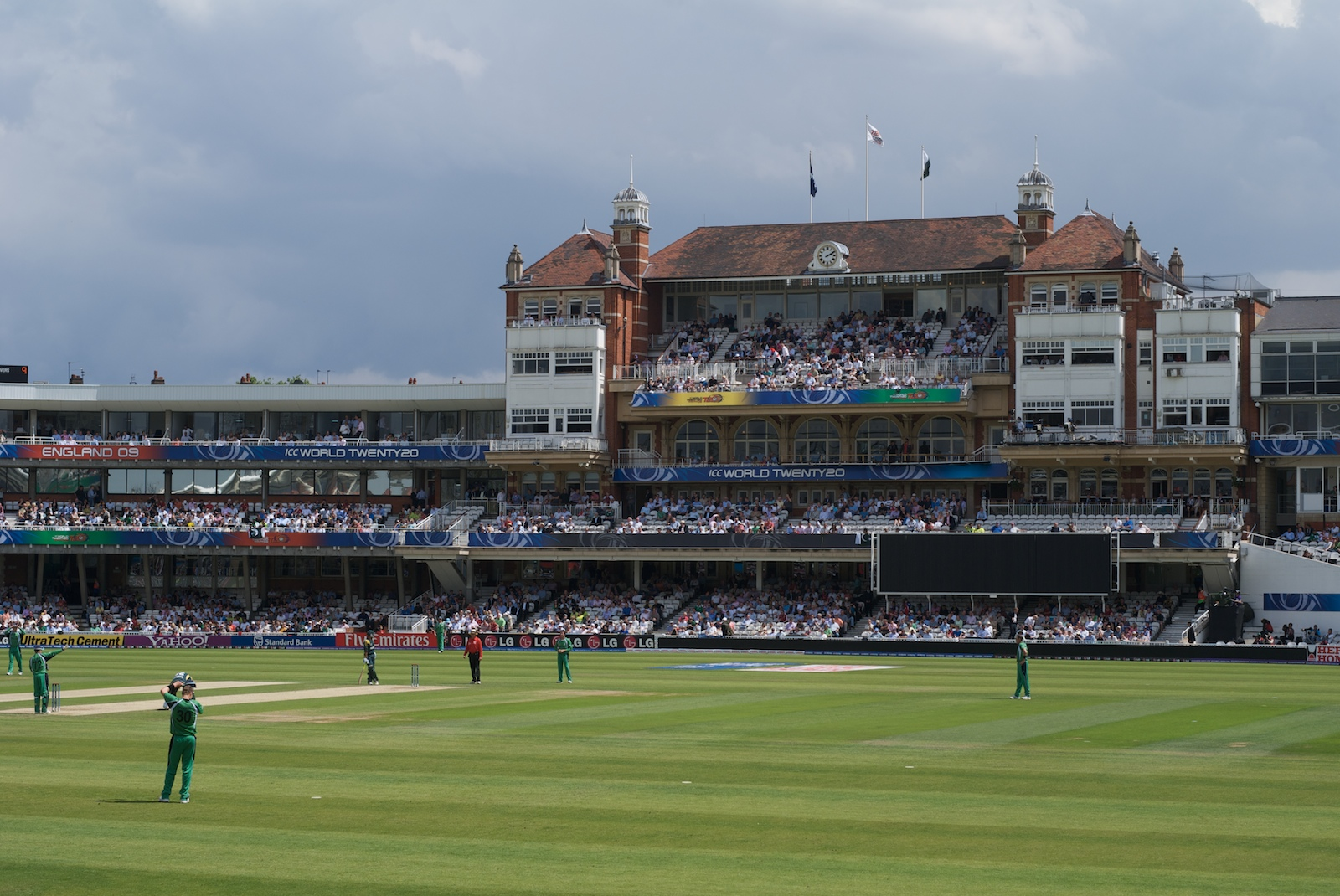
T20I-Match zwischen Irland und Pakistan im Londoner The Oval, 2009

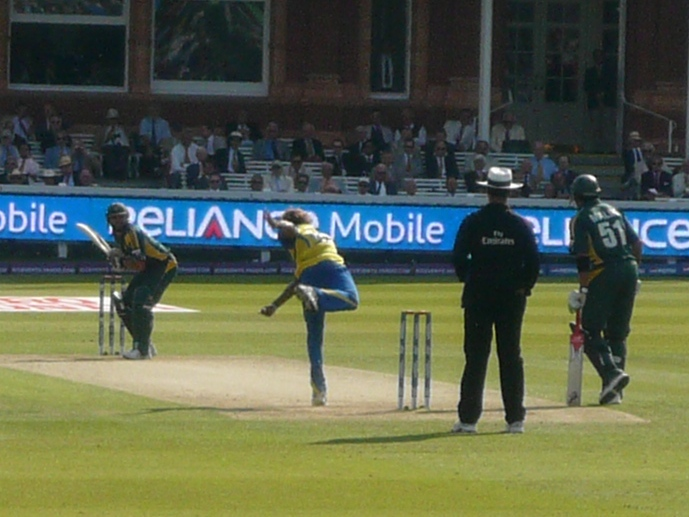
Shahid Afridi erwartet einen Ball von Lasith Malinga im Finale der World Twenty20 2009

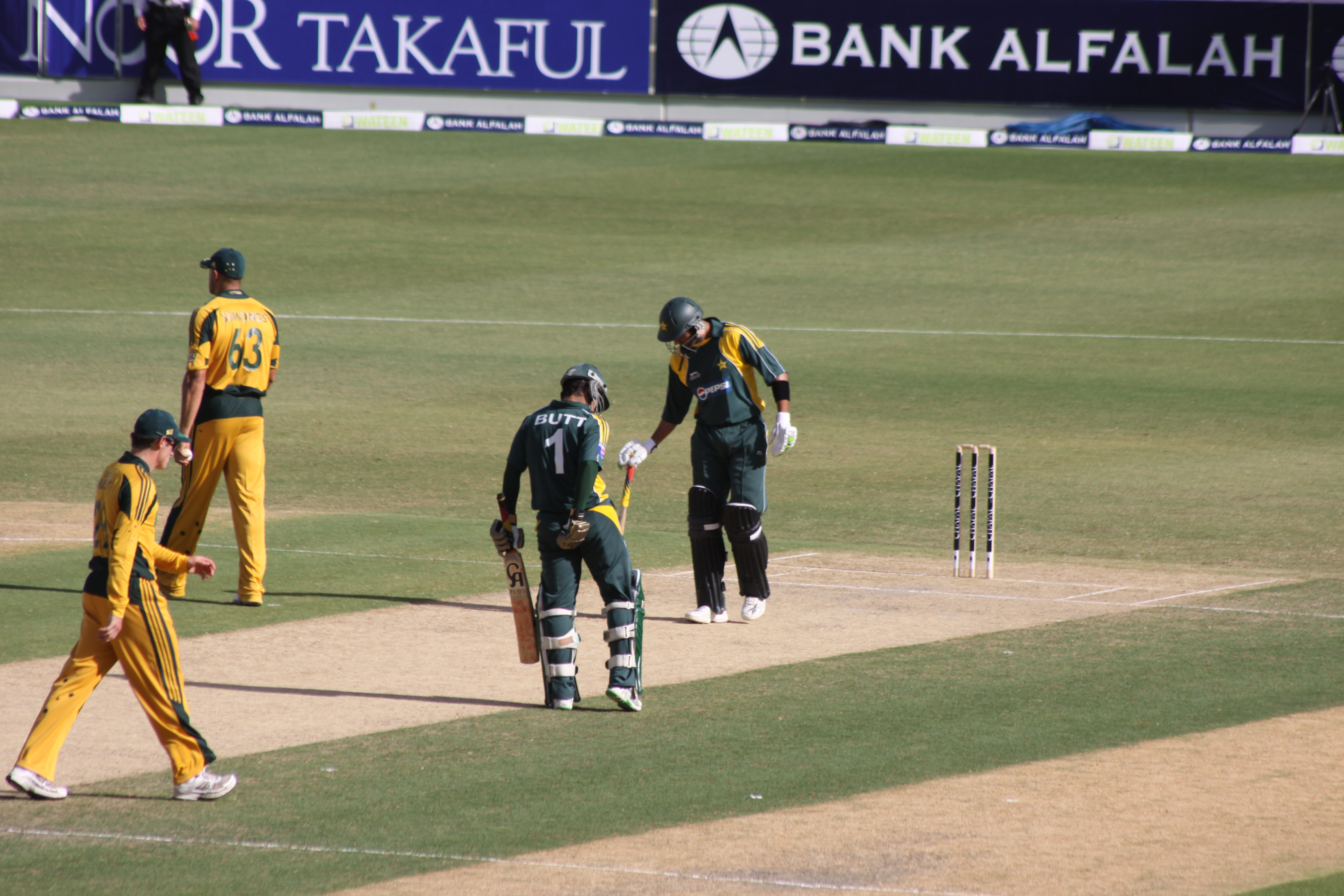
Match zwischen Australien und Pakistan im Dubai International Cricket Stadium, 2009

Während der sri-lankischen Pakistantour 2009 ereignete sich am 3. März der Angriff auf die Gastmannschaft in Lahore. Sri Lanka war zuvor für Indien eingesprungen, nachdem es der indische Verband BCCI aus politischen Gründen und Sicherheitsbedenken in Folge der Anschläge von Mumbai zwei Monate zuvor abgelehnt hatte, ein Team zu entsenden. Als Folge des Anschlages auf die sri-lankische Mannschaft entschied der ICC, Pakistan die Gastgeberrechte für die geplanten 14 Spiele während des Cricket World Cup 2011 zu entziehen und diese auf die anderen drei Ausrichter Bangladesch, Indien und Sri Lanka zu verteilen. Pakistan drohte daraufhin mit juristischen Schritten und forderte neben einer finanziellen Entschädigung, dass die Spiele, die in Pakistan hätten stattfinden sollen an einen neutralen Ausrichtungsort (wie die Vereinigten Arabischen Emirate) vergeben werden. Letztendlich konnte man sich auf eine finanzielle Kompensation einigen. Eine weitere Folge war, dass sich anschließend alle anderen Cricketnationen weigerten, nach Pakistan zu touren, woraufhin es seine Heimspiele in die Vereinigten Arabischen Emirate oder nach England verlegen musste. Erst 2015 reiste mit Simbabwe erstmals wieder ein Team eines anderen Vollmitglieds für eine Tour in das Land.
Bei der World Twenty20 2009 in England war die Mannschaft mit schlechten Ergebnissen gestartet, steigerte sich aber im weiteren Turnierverlauf und erreichte das Finale. Im Finale im Lord’s begann Sri Lanka als Schlagmannschaft. Im ersten Over bowlte Mohammad Amir. Nachdem er es versäumt hatte, in den ersten vier Bällen – die alle kurz waren – Runs zu erzielen, schlug Dilshan mit seinem Bat zum falschen Zeitpunkt und wurde auf der leg-side gefangen. Kurz danach schnitt Jehan Mubarak einen Ball von Abdul Razzaq scharf an, der hoch in die Luft stieg und von Shahzaib Hasan gefangen wurde, woraufhin Sri Lanka auf zwei Runs für zwei Wickets war. Sanath Jayasuriya gelang daraufhin die Stabilisierung des sri-lankischen Innings und er erzielte 17 Runs aus zehn Bällen, verlor kurz darauf jedoch sein Wicket, nachdem Jayasuriya einen langen Ball in die Stumps geschlagen hatte. Ihm folgte Mahela Jayawardene, nachdem er einen Ball in die Hände von Misbah-ul-Haq geschlagen hatte, woraufhin Sri Lanka bei 32/4 stand. Sangakkara und Chamara Silva erzielten weitere Runs, bevor letzterer von Saeed Ajmal gefangen wurde, nachdem er den Ball von Umar Gul in einen pull shot umgewandelt hatte. Shahid Afridi nahm kurz danach das Wicket von Isuru Udana, nachdem er einen spin bowl auf der rechten Seite gebowlt hatte, der den off-stump traf. Daraufhin betrat Angelo Mathews die Pitch, der zusammen mit Sangakkara das Ergebnis von 70/6 auf 138/6 stellte, mit 17 Runs aus dem letzten, von Mohammad Amir bedienten Over. Sri Lanka schloss sein Innings mit 138/6 in 20 Over ab. Pakistan legte mit seinen Opening Batter Kamran Akmal und Shahzaib Hasan einen guten Start hin, nachdem beide 48 Runs für das erste Wicket erzielt hatten, bevor Kamran Akmal das Wicket von Kumar Sangakkara im ersten Ball von Sanath Jayasuriya zerstörte. Pakistan erreichte das Run-Ziel innerhalb von 18.4 Over, und Shahid Afridi, der die nötigen Runs erzielte, erhielt die Auszeichnung als „Man of the Match“, während Tillakaratne Dilshan mit seinen 317 Runs mit einer Net Run Rate von 63.40 als „Spieler des Turniers“ ausgezeichnet wurde. Die pakistanische Gemeinschaft in England feierte den Sieg überschwänglich; es war dies der erste Titelgewinn seit Khans „in die Enge getriebene Tiger“ die Weltmeisterschaft 1992 gewonnen hatten.
Bei der World Twenty20 2010 in den West Indies wurden Pakistan, Australien und Bangladesch Gruppe A zugelost. Pakistan gewann das erste Gruppenspiel gegen Bangladesch mit 21 Runs. Salman Butt steuerte 73 Runs aus 46 Bällen bei. Das zweite Spiel bestritt Pakistan gegen Australien; Australien gewann den Münzwurf und begann als Schlagmannschaft. Sie erzielten 191/10 in 49 Bällen, davon 81 Runs seitens Shane Watson. Mohammad Amir bediente das letzte Over des australischen Innings. Er erzielte einen Hattrick, zwei Spieler waren run out, wodurch im letzten australischen Over schließlich fünf Wickets fielen. In der Super 8 verlor Pakistan gegen England und Neuseeland und es erzielte lediglich gegen Südafrika einen Sieg. Das Team landete hinter England in Gruppe E der Super 8 und erreichte das Halbfinale. Im Halbfinale traf Pakistan wieder auf Australien, wo es 191/6, einschließlich Umar Akmals 56 Runs ohne Verlust seines Wickets, erzielte. Australien legte einen guten Start hin und Michael Hussey erzielte die entscheidenden 64 Runs aus nur 24 Bällen. Australien erreichte 197/7 in den 19.5 Over und gewann das Spiel. Dadurch schied der verteidigende Titelträger Pakistan aus dem Turnier aus.

### Zeit gemischter Turnierverläufe

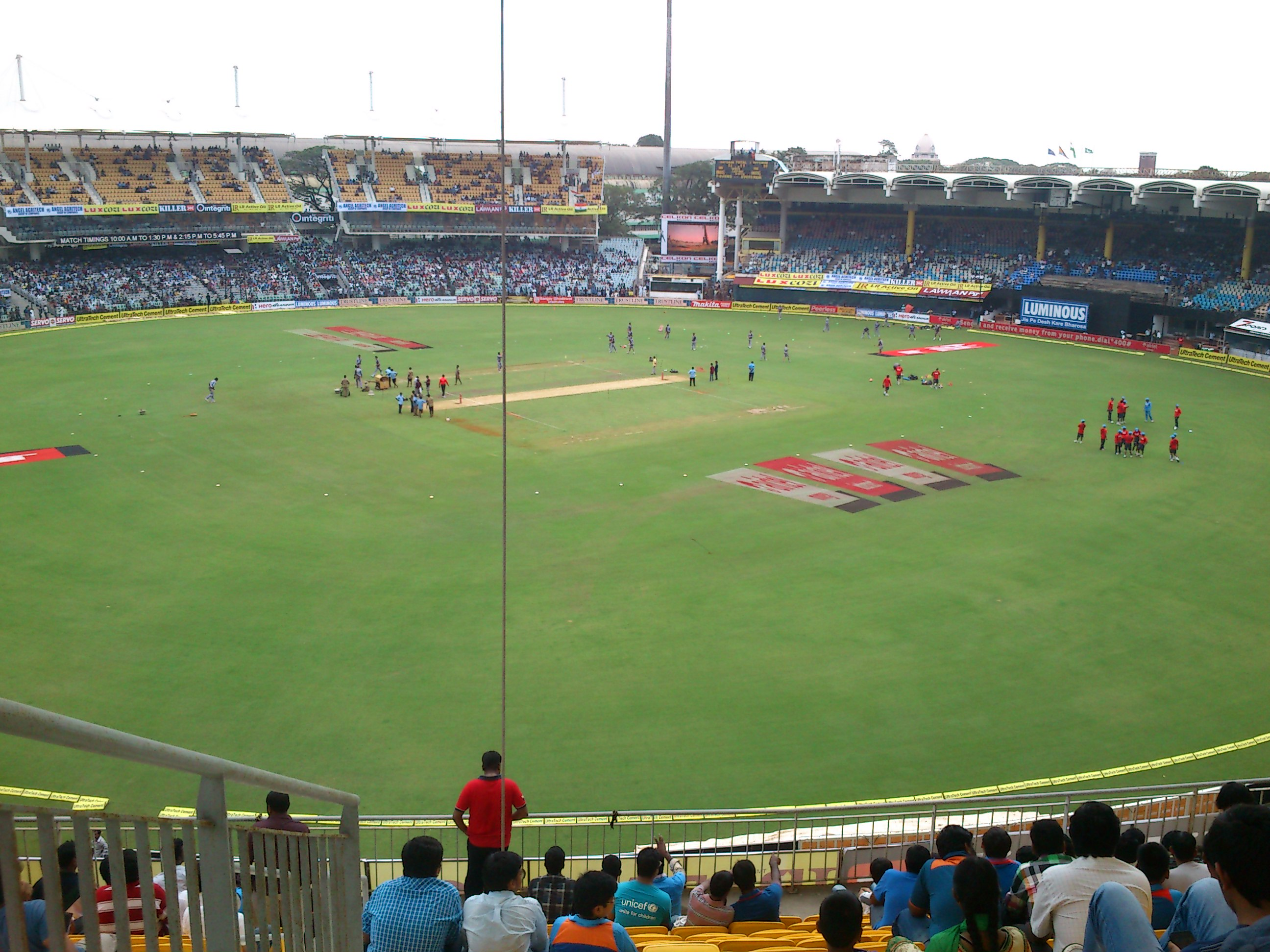
ODI-Match Indien gegen Pakistan im M. A. Chidambaram Stadium in Chennai, 2012

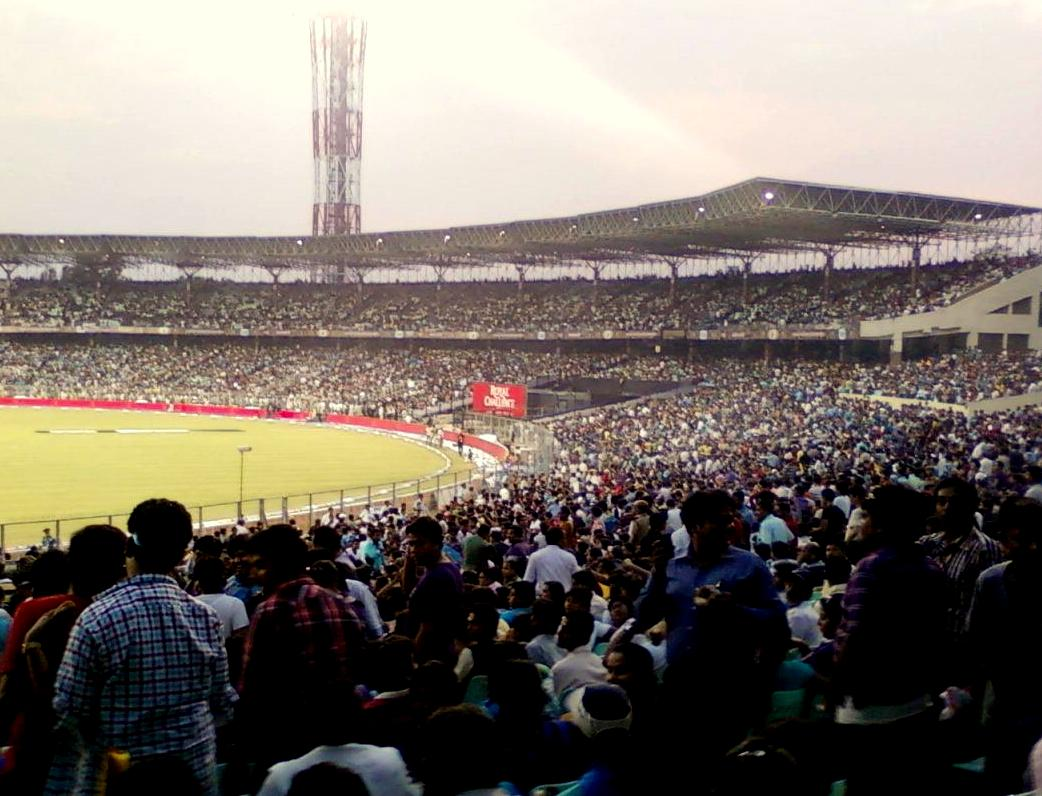
ODI zwischen Indien und Pakistan im Ranji Stadium, Kalkutta, 2013

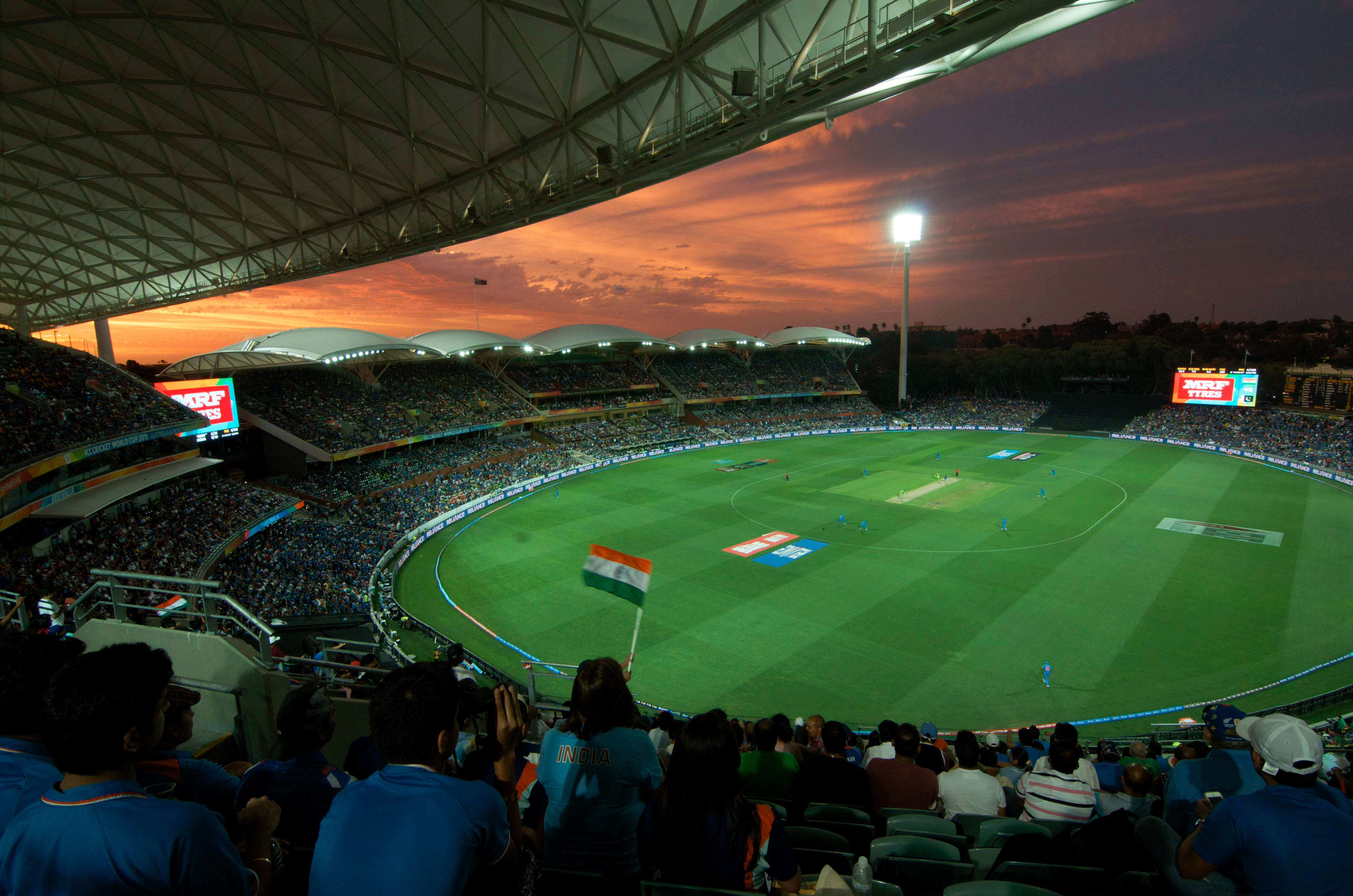
Spiel zwischen Indien und Pakistan bei der Weltmeisterschaft 2015 in Adelaide

Pakistan startete ausgezeichnet in den Cricket World Cup 2011, der in Indien, Sri Lanka und Bangladesch stattfand, nachdem es Kenia, Sri Lanka (einer der Favoriten auf den Titel) und Kanada bezwungen hatte. Nach einer deutlichen Niederlage gegen Neuseeland besiegte Pakistan Simbabwe mit sieben Wickets und qualifizierte sich für das Viertelfinale. Einer der Höhepunkte für die pakistanische Mannschaft in der Gruppenphase war der Sieg über Australien, die von drei herausragenden pace bowler angeführt wurden: Brett Lee, Shaun Tait und Mitchell Johnson. Pakistan gewann entgegen der Erwartungen jedoch gegen Australien, dank eines eindruckerweckenden Bowlings. Dies beendete Australiens Gewinnserie von 27 aufeinanderfolgenden Siegen bei Weltmeisterschaften, die beim Cricket World Cup 1999 (ebenfalls gegen Pakistan) begann. Im Viertelfinale traf es auf die West Indies. Pakistan spielte konsequent und bezwang die West Indies deutlich mit zehn Wickets, wieder dank des eindruckerweckenden Bowlings. Im Halbfinale traf Pakistan auf den Rivalen Indien. Indien begann als Schlagmannschaft und erzielte 260 Runs. Da es Pakistan an einer guten Batting Order fehlte und es einen langsamen Beginn in der run chase hinlegte, erzielte Pakistan 29 Runs weniger und verlor das Spiel gegen den späteren Weltmeister Indien.
Beim Asia Cup 2012 in Bangladesch gelang im Finale gegen den Gastgeber der zweite Titelgewinn in diesem Turnier. Bei der World Twenty20 2012 in Sri Lanka gehörte Pakistan zusammen mit Neuseeland und Bangladesch der Gruppe D an. Es gewann gegen beide Mannschaften und beendete die Gruppe als Tabellenerster. In der Super 8 traf Pakistan auf Südafrika und gewann das Spiel knapp mit zwei Wickets. Im darauf folgenden Spiel traf es auf Indien, was unter Cricket-Fans immer auf großes Interesse stößt. Pakistan wurde für nur 128 Runs ausgebowlt und Indien erreichte die Vorgabe mit nur zwei verlorenen Wickets. Pakistan gewann sein letztes Spiel der Super 8 gegen Australien mit 32 Runs, nachdem Saeed Ajmal durchschlagend gewesen war und drei Wickets für 17 Runs nahm. Pakistan qualifizierte sich aufgrund seiner besseren Net Run Rate gegenüber Indien für das Halbfinale. Im Halbfinale traf Pakistan auf den Gastgeber Sri Lanka. Sri Lanka erzielte 139/4, nachdem Mahela Jayawardene begonnen hatte. Pakistan scheiterte knapp an der Vorgabe, nachdem es in regelmäßigen Abständen seine Wickets verloren hatte. Der Kapitän Mohammad Hafeez erzielte 42 Runs, während die anderen Batter nicht gut ins Spiel fanden. Das Spiel begann sich zugunsten Sri Lankas zu drehen, mit der durchschlagenden Leistung von Rangana Herath, der die Wickets von Mohammad Hafeez, Shahid Afridi und Shoaib Malik nahm. Pakistan verlor das Spiel schließlich mit 16 Runs.
Für die World Twenty20 2014 in Bangladesch verblieb die pakistanische Mannschaft nach dem Asia Cup 2014 direkt vor Ort. Im ersten Gruppenspiel traf Pakistan auf den Rivalen Indien, das diese mit sieben Wickets gewannen. Danach traf es auf Australien, und Pakistan erzielte 191/5 mit dem herausragenden Batting von Umar Akmal. Australiens Glenn Maxwell dagegen erzielte aus 33 Bällen nur 74 Runs und sie erreichten nur 175 Runs insgesamt. Pakistan gewann das Spiel mit 16 Runs. Gegen Bangladesch gelang ein deutlicher Sieg mit 50 Runs. Der Opening Batter Ahmed Shehzad wurde der erste Pakistaner, dem ein T20I-Century gelang. Er erzielte schließlich 111 Runs aus 62 Bällen ohne den Verlust seines Wickets. Das entscheidende Spiel war jenes gegen die West Indies, wobei der Sieger sich für das Halbfinale qualifizieren konnte. Die West Indies gewannen den Münzwurf und begannen als Schlagmannschaft. Sie erzielten 166/6 in ihren 20 Over, nachdem 82 Runs in den letzten fünf Over gelungen waren und den pakistanischen Battern ein eindruckweckendes Target vorgab. Pakistans run chase war jedoch erfolglos, nachdem es mit lediglich 82 Runs ausgebowlt worden war. Pakistan schied mit dieser Niederlage aus dem Turnier aus.
Pakistan legte beim Cricket World Cup 2015 in Australien und Neuseeland einen schwachen Start hin. Im ersten Spiel traf es auf den Rivalen Indien. Indien begann als Schlagmannschaft und erzielte 300/7, wozu Virat Kohli ein Century beisteuerte. Nach einem langsamen Start im pakistanischen Innings trug der Kapitän Misbah-ul-Haq wichtige 76 Runs bei, Pakistan verlor das Spiel jedoch mit 76 Runs. Das zweite Spiel gegen die West Indies endete enttäuschend. Die West Indies erzielten 310/6. Im pakistanischen Innings verlor es vier Wickets für nur einen Run, dies war das erste Mal in einem ODI. Die Mannschaft wurde für 160 Runs ausgebowlt und verlor mit 150 Runs. Pakistan gewann seine vier darauf folgenden Spiele gegen Simbabwe, die Vereinigten Arabischen Emirate, Südafrika und Irland. Sarfaraz Ahmed erzielte Pakistans einziges Century gegen Irland und er erhielt in den Spielen gegen Südafrika und Irland die Auszeichnung „Man of the Match“. Pakistan gelang der erste Sieg über Südafrika in einem Cricket World Cup. Pakistan qualifizierte sich als Dritter der Gruppe B für das Viertelfinale. Dort traf Pakistan auf Australien und erzielte 213 Runs. Australien begann langsam, die Wickets fielen in den mittleren Over jedoch regelmäßig. Das Spiel stieß aufgrund des Duells zwischen australischen All-rounder Shane Watson und dem pakistanischen pace bowler Wahab Riaz auf großes Interesse. Wahabs Bälle wurden gelobt, obschon er nicht viele Wickets erzielte. Pakistan ließ im ersten Power Play gefangene Bälle fallen und Australien konnte viele Runs erzielen. Die Partnership zwischen Steve Smith und Glenn Maxwell sorgte für den australischen Sieg und Pakistan schied aus dem Turnier aus. Dies war das letzte ODI für den pakistanischen Kapitän Misbah-ul-Haq und den erfahrenen All-rounder Shahid Afridi. Danach ging der Posten des Kapitäns an den Neuling Azhar Ali über. Unter seiner Führung spielte Pakistan 2014/15 erstmals eine ODI-Serie in Bangladesch. Die Tour verlief enttäuschend, nachdem Pakistan alle drei ODIs und das T20Is verloren hatte. Ein vorausschauendes Bowling, ein herausragendes Batting und ein gutes Fielding bescherten Bangladesch den Sieg über Pakistan. Dies war zugleich Bangladeschs erster Sieg seit dem Cricket World Cup 1999 und ihre erste gewonnene Serie gegen Pakistan. Pakistan gelang es jedoch, die Tour auf positive Weise zu beenden, nachdem es in der Testserie von zwei Tests mit 1–0 gewonnen hatte.
Im Mai 2015 besuchte mit Simbabwe erstmals wieder eine Nationalmannschaft Pakistan. Dies war die erste Pakistantour einer Testnation seit dem Angriff auf das Cricketteam Sri Lankas in Lahore 2009. Pakistan gewann die T20I-Serie mit 2–0 und die ODI-Serie ebenfalls mit 2–0, nachdem das dritte Spiel aufgrund Regens ohne Ergebnis geendet hatte. Während der Tour nach Sri Lanka 2015 gewann Pakistan die Testserie mit 2–1, die ODI-Serie mit 3–2 und die T20I-Serie mit 2–0. Mit dieser erfolgreichen Tour qualifizierte sich Pakistan für die ICC Champions Trophy 2017 und die West Indies verpassten das Turnier. Der Sieg in der Tourserie ließ Pakistan auch in allen drei ICC-Ranglisten steigen. Im September tourte Pakistan für zwei T20Is und drei ODIs nach Simbabwe. Pakistan gewann die T20I-Serie mit 2–0 und die ODI-Serie mit 2–1. Demnach beendete Pakistan seine Saison 2015 auf den vierten Platz der Test-, dem achten Platz der ODI- und dem zweiten Platz der T20I-Rangliste.

### Erneute Annäherung an die Weltspitze
Die World Twenty20 2016 fand in Indien statt. Pakistan wurde in Gruppe 2 mit Indien, Australien, Neuseeland und Bangladesch zugelost. Pakistan begann sein Turnier mit einem Sieg von 55 Runs über Bangladesch. Die anschließenden Spiele endeten jedoch enttäuschend, nachdem Pakistan den anderen drei Mannschaften – Indien, Neuseeland und Australien – unterlegen war und es das Turnier früh verlassen musste. Dies war das zweite Mal, dass Pakistan nicht das Halbfinale erreichte (nachdem es beim World Twenty20 2014 auf ähnliche Weise ausgeschieden war). Am 18. August 2016 bezwang Pakistan in Dublin Irland mit 255 Runs und erzielte damit seinen höchsten ODI-Sieg. Es gewann auch den Test gegen England im Lord’s Cricket Ground, der der Auftakt für die Testserie gegen England im Juli 2016 war, die mit 2–2 unentschieden endete.
Nachdem Sri Lanka im August 2016 seine Testserie gegen Australien gewonnen hatte, erreichte Pakistan erstmals seit 1988 den ersten Platz in der Test-Rangliste. Pakistan löste Indien auf dem ersten Platz ab, nachdem der letzte Test zwischen Indien und den West Indies wegen Regens abgebrochen werden musste und in einem Remis endete. Pakistan wurde die erste asiatische Mannschaft und die zweite überhaupt (die erste war Neuseeland in Australien 2015) die ein Tag-/Nacht-Test gewann, als sie gegen die West Indies in Dubai gewann. Die anschließende T20I-Serie gewann Pakistan gegen den Gewinner der World Twenty20 2016 West Indies mit 3–0. Es gewann die drei Spiele jeweils mit neun Wickets, 16 Runs und acht Wickets.

### Auf dem Weg zum dritten internationalen Titel und die Zeit danach

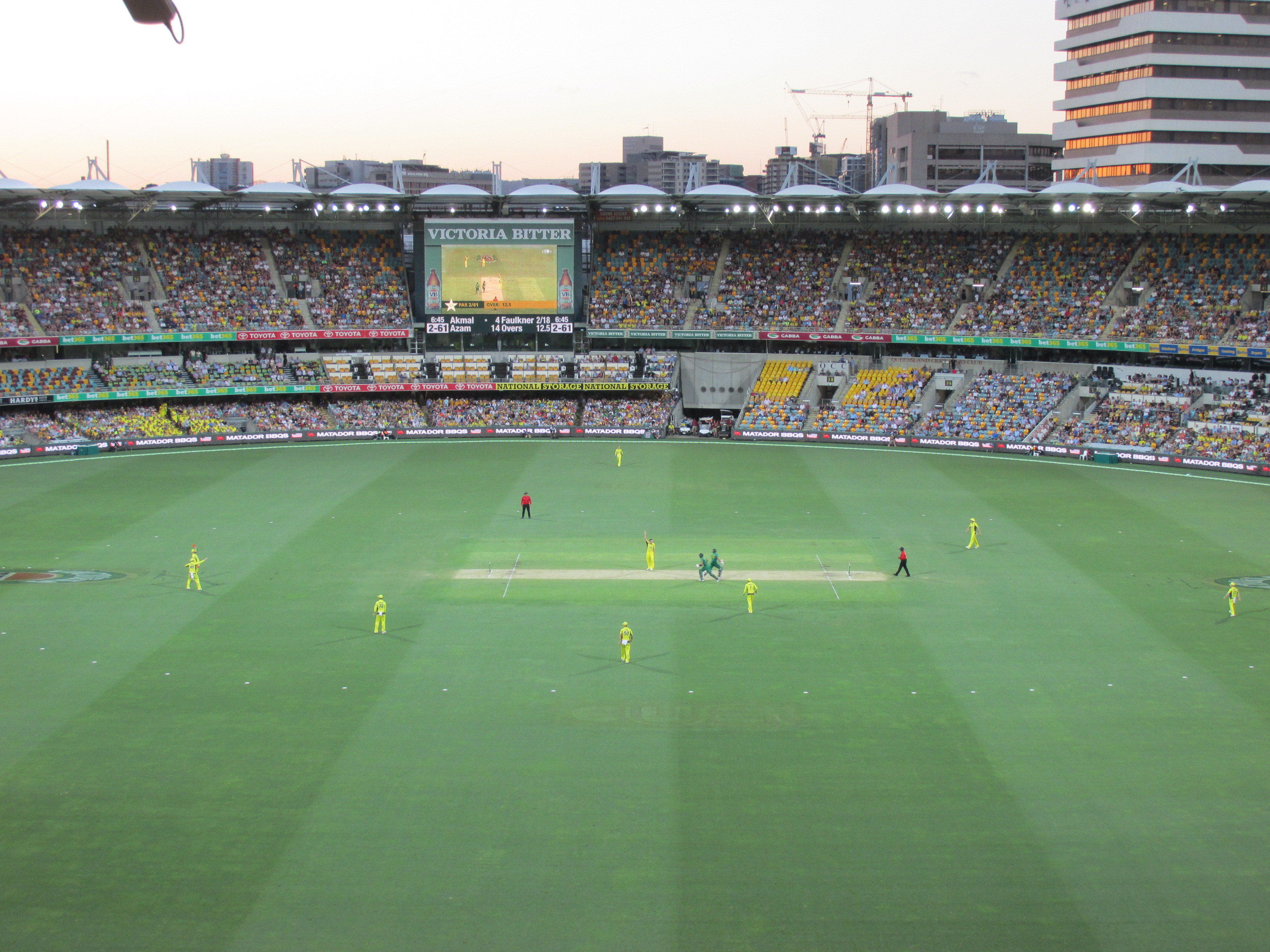
Australien gegen Pakistan im Brisbane Cricket Ground, 2017

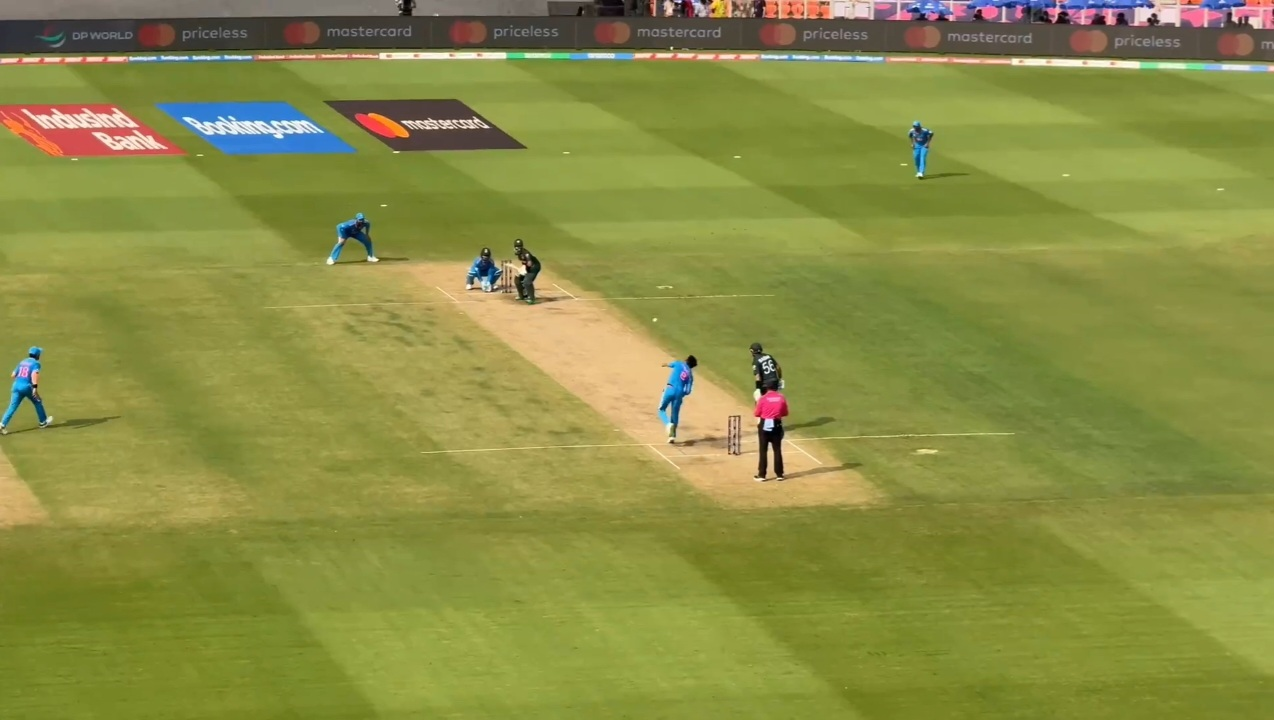
Spiel zwischen Indien und Pakistan bei der Weltmeisterschaft 2023 in Ahmedabad

Misbah-ul-Haq und Younis Khan, Dreh- und Angelpunkt der pakistanischen Batting Order, erklärten nach dem Ende der pakistanischen Karibiktour 2016/17 ihren Rückzug vom Test-Cricket (das einzige Cricket-Format, das beide damals noch spielten). Pakistan, angeführt von Sarfaraz Ahmed, gewann die T20I-Serie mit 3–1 und die ODI-Serie mit 2–1. In seiner letzten Testserie schrieb Misbah Cricket-Geschichte, nachdem er der erste pakistanische Kapitän wurde, der eine Serie gegen die West Indies in der Karibik gewann. Sarfaraz Ahmed ersetzte Misbah als Kapitän. Bei seiner ersten Serie gegen Sri Lanka, die in die Vereinigten Arabischen Emirate tourten, verlor Pakistan beide Tests. Dies war das erste Mal in zehn Jahren, dass Pakistan eine Heimserie verlor, die erste verlorene Heimserie war gegen Australien; und erstmals in den Vereinigten Arabischen Emiraten, seitdem Pakistan dort seine Heimspiele bestritt.
Die Champions Trophy 2017 in England begann für Pakistan mit einer Niederlage von 124 Runs gegen den Rivalen Indien. Im Verlauf der Gruppenphase verbesserte Pakistan sein offensives Bowling und gewann das Spiel gegen Südafrika mit 19 Runs und das entscheidende Spiel gegen Sri Lanka mit drei Wickets. Dies setzte sich im Halbfinale gegen den Gastgeber und Favoriten England fort, als Hasan Ali drei Wickets erzielte und für Pakistan das erste Finale einer Champions Trophy sicherte, in dem es wieder auf Indien traf. Das Finale im ausverkauften The Oval begann Indien als Schlagmannschaft. Pakistans Batting Order zog Indiens Entscheidung in Zweifel, als der Opening Batter Fakhar Zaman sein erstes ODI-Century (114 Runs aus 106 Bällen) erzielte, und wichtige Beiträge von Azhar Ali (59) und Mohammad Hafeez (57*) stellten das pakistanische Ergebnis auf 338 Runs. Indien verlor seine top order zügig, als Mohammad Amir die wichtigen Wickets von Rohit Sharma, Shikhar Dhawan und Virat Kohli nahm. Indien leistete Widerstand mit Hardik Pandya, der zügige 76 Runs erzielte. Hasan Ali, Pakistans aufsteigender Stern in dem Turnier, erzielte das letzte Wicket mit 3–19, was Indien auf 180 Runs begrenzte und für Pakistan die erste Champions Trophy einbrachte. Das Ergebnis war das bisher höchste in einem ICC-Turnierfinale. Hasan Ali wurde als „Spieler des Turniers“ ausgezeichnet. Nach dem Sieg kletterte Pakistan von den achten auf den sechsten Platz der ODI-Rangliste.
Beim Cricket World Cup 2019 in England startete Pakistan vielversprechend, nachdem es den Gastgeber, Südafrika und Neuseeland in der Gruppenphase bezwungen hatte. Als es in der Tabelle gleichauf mit Neuseeland war, schied Pakistan lediglich aufgrund der schlechteren Net Run Rate gegenüber Neuseeland aus. Im Spiel gegen die West Indies erzielte Pakistan sein zweitniedrigstes Ergebnis bei einer Weltmeisterschaft seit 1992 und erlitt auch seine höchste Niederlage in einer Weltmeisterschaft. Vor allem das Spiel gegen den Rivalen Indien am 16. Juni 2019 im Old Trafford in Manchester stieß wieder auf großes Interesse und zog eine Milliarde Fernsehzuschauer an und es war dies das Spiel, in dem Indien das höchste Ergebnis einer Mannschaft gegen Pakistan bei einer Weltmeisterschaft erzielte.
Beim T20 World Cup 2021 in Oman und den Vereinigten Arabischen Emiraten gewann Pakistan in der Super 12 erstmals ein Spiel bei einem großen Turnier gegen den Rivalen Indien. Danach bezwangen die Pakistanis Neuseeland, Afghanistan, Namibia und Schottland, wodurch sie ihre Gruppe auf dem ersten Platz abschlossen und das Halbfinale erreichten, dort jedoch dem späteren Weltmeister Australien mit fünf Wickets unterlagen. Beim T20 World Cup 2022 in Australien verlor Pakistan sein erstes Spiel in der Super 12 gegen Indien, worauf eine überraschende Niederlage gegen Simbabwe folgte, danach gelang es jedoch, die Niederlande, Südafrika und Bangladesch zu besiegen. Damit schlossen die Pakistanis ihre Gruppe auf dem zweiten Platz ab und erreichten das Halbfinale, das sie gegen Neuseeland mit sieben Wickets gewannen. Im Finale unterlag Pakistan England mit fünf Wickets. In der Vorrunde des Cricket World Cup 2023 in Indien erlitt Pakistan Niederlagen gegen Indien, Australien, Afghanistan, Südafrika und England, erzielte jedoch auch Siege gegen die Niederlande, Sri Lanka, Bangladesch und Neuseeland. Pakistans Niederlage gegen Afghanistan war die erste gegen diesen Gegner im ODI-Cricket. Das Halbfinale verpassten die Pakistanis, punktgleich mit Neuseeland und Afghanistan, nur aufgrund ihrer schlechteren Net Run Rate. Wenige Monate später hatte das Team beim T20 World Cup 2024 seinen bisher schwächsten Turnierverlauf, als es nach einer überraschenden Niederlage gegen den Mitgastgeber der Vereinigten Staaten und den Erzrivalen Indien sowie Siegen gegen Kanada und Ierland erstmals in der Vorrunde ausschied. Bei der Champions Trophy 2025 schied der Titelverteidiger und Gastgeber Pakistan nach Niederlagen gegen Neuseeland und den Rivalen Indien in der Vorrunde aus, während das letzte Vorrundenspiel gegen Bangladesch wegen Regens abgesagt werden musste.

### Jüngste Situation des Cricket in Pakistan
Nach den Terroranschläge am 11. September 2001 mussten immer wieder Touren in Pakistan aus Sicherheitsgründen abgesagt und auf neutralem Grund, vor allem in den Vereinigten Arabischen Emiraten, ausgetragen werden. Am 3. März 2009 kam es in Lahore zum Angriff auf das Cricketteam Sri Lankas, woraufhin kein internationales Team mehr nach Pakistan reiste. Die geplante Austragung des Cricket World Cup 2011 wurde ebenfalls nicht in Pakistan durchgeführt. Nach sechsjähriger Abstinenz fand mit der Tour von Simbabwe 2015 wieder Länderspiele in Pakistan statt. Pakistan gewann sowohl die ODI-Serie als auch die Twenty20-Serie mit 2–0. Aufmerksamkeit erregte daraufhin auch die Abhaltung des Finales der Pakistan Super League 2016/17 in Lahore, ebenso wie die Tour eines internationalen Teams an gleicher Stelle, die Pakistan ebenfalls gewinnen konnte. Nachdem diese letzten beiden Ereignisse ohne Zwischenfälle abgehalten werden konnten, wurden weitere Spiele in Pakistan organisiert, darunter ein Twenty20 bei der Tour Sri Lankas gegen Pakistan 2017, die überwiegend in den Vereinigten Arabischen Emiraten stattfand.

## Organisation

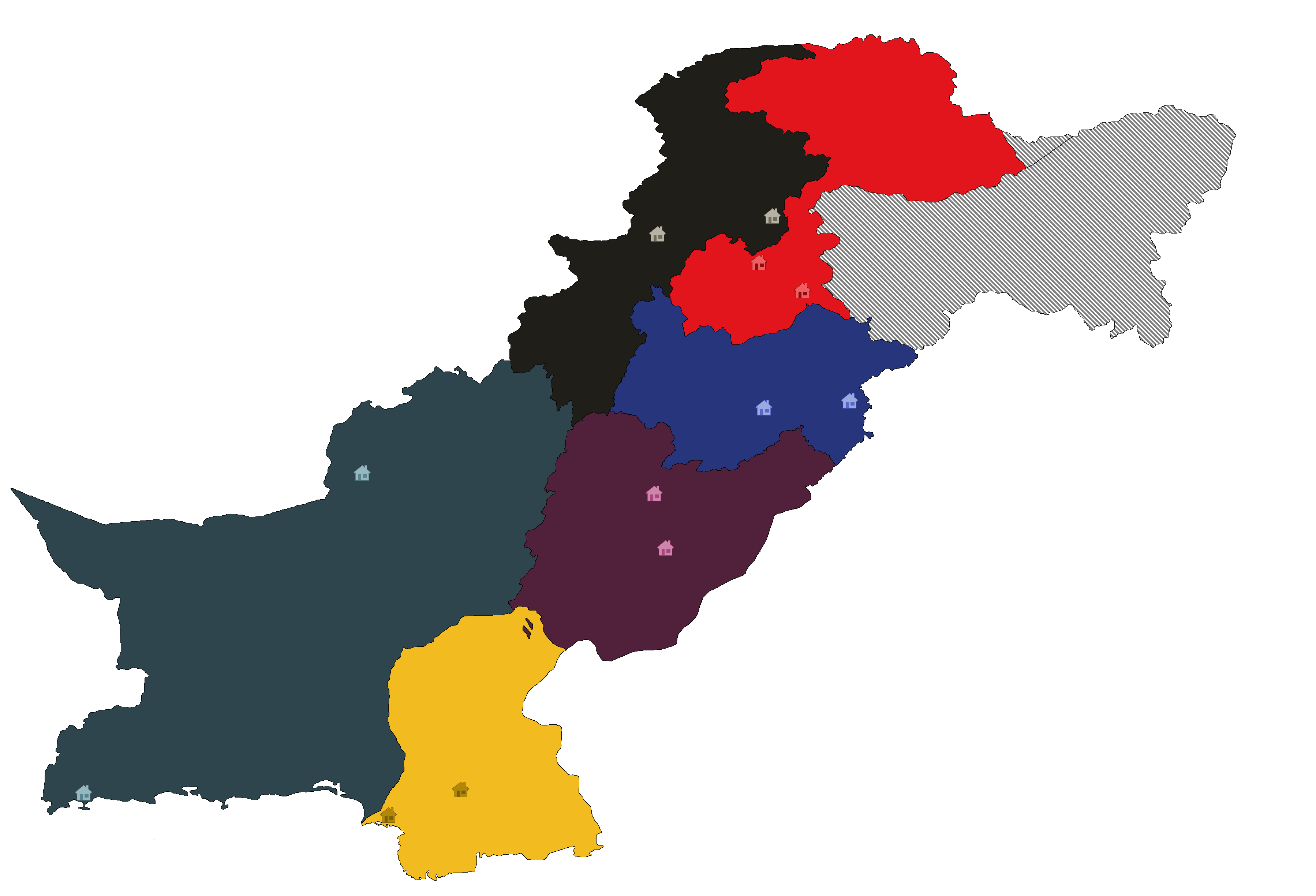
Provinzteams der Regionalverbände Pakistans

Das Pakistan Cricket Board (PCB) wurde am 1. Mai 1949 als Board of Cricket Control Pakistan (BCCP) gegründet und ist verantwortlich für die Organisation des Cricket in Pakistan. Seit dem 28. Juli 1952 vertritt es Pakistan beim Weltverband International Cricket Council (ICC) als Vollmitglied. 1983 war der pakistanische Verband außerdem Gründungsmitglied der Asian Cricket Conference (ACC; heute Asian Cricket Council).
Das Pakistan Cricket Board stellt die Pakistan vertretenen Cricket-Nationalmannschaften, einschließlich der für die Männer, Frauen und Jugend, zusammen. Er ist außerdem verantwortlich für die Durchführung von Test-, ODI- und T20I-Serien gegen andere Nationalmannschaften sowie die Organisation von Heimspielen und -turnieren. Neben der Aufstellung des Teams ist er verantwortlich für den Kartenverkauf, der Gewinnung von Sponsoren und der Vermarktung der Medienrechte.
Kinder und Jugendliche werden bereits in der Schule an den Cricketsport herangeführt und je nach Interesse und Talent beginnt dann die Ausbildung. Wie andere Cricketnationen verfügt Pakistan über eine U-19-Nationalmannschaft, die an der entsprechenden Weltmeisterschaft teilnimmt. Die zweite Nationalmannschaft Pakistans bildet Pakistan A, auch Pakistan Shaheens genannt, deren Spiele über First-Class- bzw. List-A-Status verfügen.

## Trikots

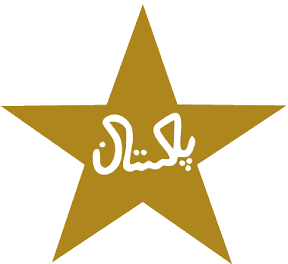
Cricket-Logo Pakistans

Für Test Cricket trägt Pakistan weiße Cricket-Kleidung, die bei kalten Wetter um einem Pullover bzw. Pullunder mit einem grün-golden V-Halsausschnitt ergänzt wird. Hauptsponsor der Mannschaft sind seit den 1990er Jahren Pepsi und Junaid Jamshed und ihre Logos erscheinen im Test Cricket auf der rechten Brust, die Schwestermarke Lay’s auf dem Ärmel und der pakistanische Cricket-Stern auf der linken Brust. Feldspieler tragen einen grünen Hut oder einen weißen Sonnenhut (im ODI- und T20I-Cricket), mit dem pakistanischen Cricket-Stern auf der Stirnseite. Die Cricket-Helme sind ebenfalls in grün gehalten. Boom Boom Cricket unterzeichnete im April 2010 einen Vertrag mit dem Pakistan Cricket Board und wurde der Trikotsponsor der pakistanischen Mannschaft; diese Übereinkunft endete nach dem Asia Cup 2012.
Pakistans aktueller Sponsor ist AJ Sports, der 2019 CA Sports ersetzte.
Pakistans ODI- und T20I-Trikots wechseln jährlich, da die Mannschaft verschiedene Schattierungen von Grün verwendet. In der Vergangenheit waren auf Pakistans Trikots neben Grün auch Schattierungen von Blau, Gelb und Gold zu sehen. Für offizielle ICC-Turniere erscheint der Schriftzug PAKISTAN anstelle des Sponsorenlogos auf der Vorderseite und das Sponsorlogo erscheint auf dem Ärmel. Für inoffizielle Turniere und Spiele erscheint das Logo von Pepsi auf der Vorderseite des Trikots. Für gewöhnlich ist das Logo des Pakistan Cricket Board auf der linken Brust.
Frühere Ausrüster waren CA Sports (2015–2019), Hunt, Slazenger und AJ Sports.
Pakistans Mannschaftslogo zeigt einen Stern, für gewöhnlich in den Farben Gold oder Grün, mit dem Schriftzug „Pakistan“ (پاکِستان) in der Nationalsprache Pakistans Urdu in der Mitte.

## Stadien
Pakistan verfügt über kein offizielles Heimstadion für seine Nationalmannschaft, sondern bestreitet seine Heimspiele in verschiedenen Stadien Pakistans.
Pakistans erstes Test-Match daheim fand zwischen dem 1. und 4. Januar 1955 im Bangabandhu National Stadium in Dhaka (heutiges Bangladesch) statt.
Die pakistanische Mannschaft hat bisher auf heimischen Boden 16 Stadien für die Austragung von Testspielen verwendet:
| Nr. | Stadion                                                 | Stadt       | Erstaustragung    |
| --- | ------------------------------------------------------- | ----------- | ----------------- |
| 1   | Bahawal Stadium                                         | Bahawalpur  | 15. Januar 1955   |
| 2   | Bagh-e-Jinnah (Lawrence Gardens)                        | Lahore      | 29. Januar 1955   |
| 3   | Peshawar Club Ground                                    | Peschawar   | 13. Februar 1955  |
| 4   | National Stadium                                        | Karatschi   | 28. Februar 1955  |
| 5   | Gaddafi Stadium (Lahore Stadium)                        | Lahore      | 21. November 1959 |
| 6   | Pindi Club Ground                                       | Rawalpindi  | 27. März 1965     |
| 7   | Niaz Stadium                                            | Hyderabad   | 16. März 1973     |
| 8   | Iqbal Stadium                                           | Faisalabad  | 16. November 1978 |
| 9   | Ibn-e-Qasim Bagh Stadium                                | Multan      | 30. Dezember 1980 |
| 10  | Jinnah Stadium (Sialkot Stadium)                        | Sialkot     | 27. Oktober 1985  |
| 11  | Jinnah Stadium                                          | Gujranwala  | 20. Dezember 1991 |
| 12  | Southend Club Cricket Stadium (Defence Cricket Stadium) | Karatschi   | 1. Dezember 1993  |
| 13  | Rawalpindi Cricket Stadium                              | Rawalpindi  | 9. Dezember 1993  |
| 14  | Arbab Niaz Stadium                                      | Peschawar   | 8. September 1995 |
| 15  | Sheikhupura Stadium                                     | Sheikhupura | 17. Oktober 1996  |
| 16  | Multan Cricket Stadium                                  | Multan      | 29. August 2001   |

Wegen der allgemeinen Sicherheitslage im Land und speziell aufgrund des Angriffes auf das Cricketteam Sri Lankas in Lahore fanden in Pakistan keine internationalen Cricketspiele mehr statt. Für Heimspiele des pakistanischen Teams wurden daher die Cricket-Stadien in den Vereinigten Arabischen Emiraten verwendet. Diese waren demnach de facto die Heimstadien des Teams:
| Nr. | Stadion                                           | Stadt      | Erstaustragung    |
| --- | ------------------------------------------------- | ---------- | ----------------- |
| 1   | Sharjah Cricket Association Stadium (SCA Stadium) | Schardscha | 31. Januar 2002   |
| 2   | Dubai International Cricket Stadium               | Dubai      | 12. November 2010 |
| 3   | Sheikh Zayed Cricket Stadium                      | Abu Dhabi  | 20. November 2010 |

## Fankultur

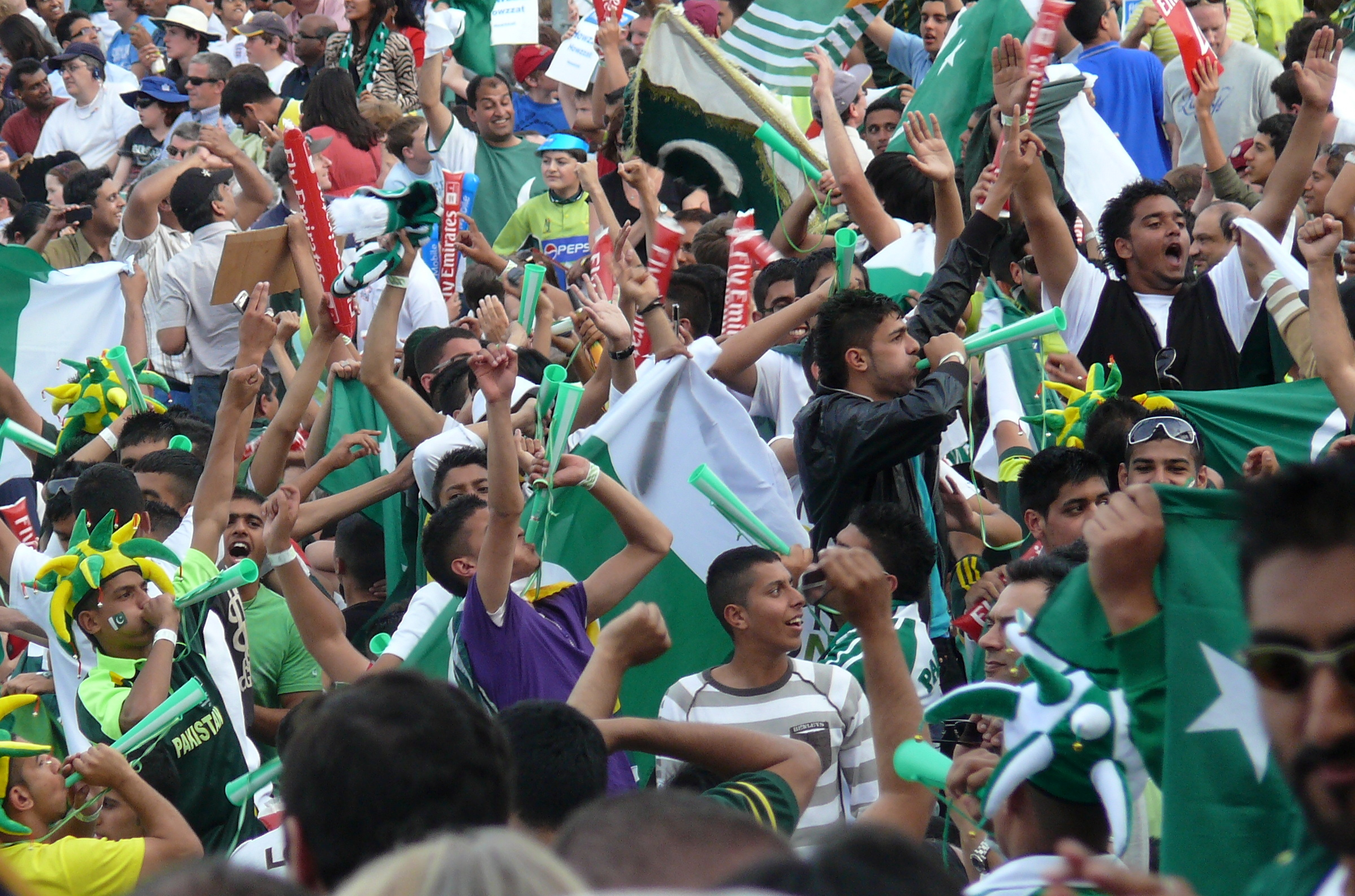
Anhänger der pakistanischen Cricket-Nationalmannschaft während der ICC World Twenty20 2009

Die Mannschaft lockt daheim und in Übersee viele Anhänger, vor allem im Vereinigten Königreich, wo Britisch-Pakistaner den Fanclub Stani Army gründeten. Mitglieder dieses Clubs besuchen jedes Spiel der pakistanischen Mannschaft im Vereinigten Königreich und sind bekannt für ihre lautstarke Unterstützung der Mannschaft. Die Stani unterstützen auch Wohltätigkeitsorganisationen für bedürftige Pakistaner, wozu jährliche Cricket-Matches gegen Britisch-Inder des Äquivalents Bharat Army gehören.

## Rivalität mit Indien

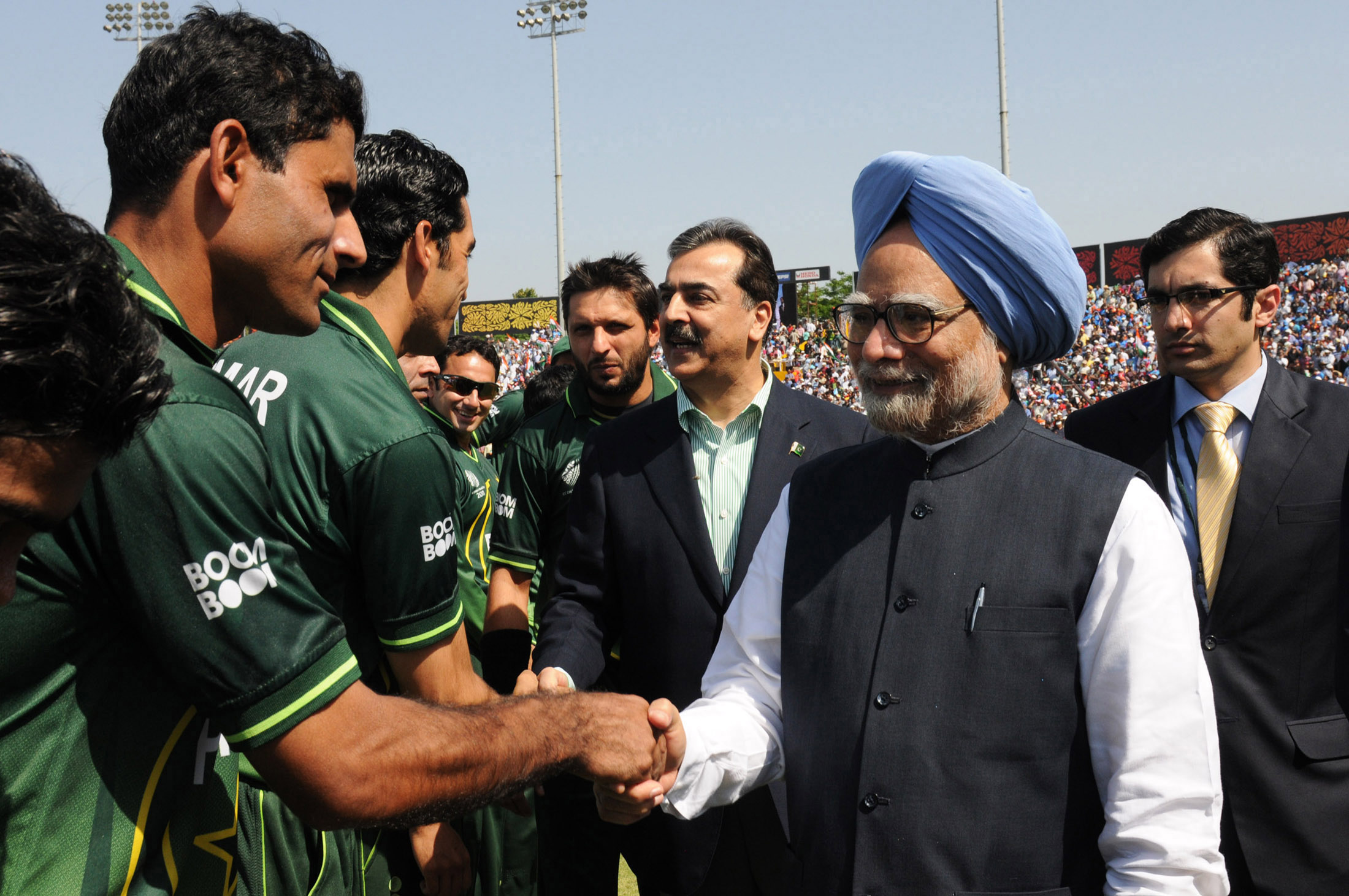
Die Premierminister Indiens, Manmohan Singh, und Pakistans, Yousaf Raza Gilani, begrüßen die Nationalmannschaften Indiens und Pakistans vor dem Halbfinale beim Cricket World Cup 2011 in Mohali, Indien

Insbesondere Begegnungen mit Indien genießen aufgrund der Teilung Indiens und den darauf folgenden Indisch-Pakistanischen Kriegen große Aufmerksamkeit unter den Anhängern beider Nationalmannschaften. Je nach Lage der diplomatischen Beziehungen zwischen beiden Ländern sind Cricket-Spiele zwischen den beiden Nationalmannschaften regelmäßig emotional aufgeladen. Sie generieren oft ein überdurchschnittliches Zuschauerinteresse bei den Fans beider Seiten und auch unter neutralen Beobachtern. Im Besonderen gilt dies für One-Day International Matches im Rahmen des Cricket World Cups, bei denen es zu ausverkauften Stadien und einer sehr aufgeladenen Stimmung kommt, unabhängig davon, wo der World Cup stattfindet. Fernsehübertragungen der Begegnungen beider Mannschaften während Cricket World Cups werden von bis zu einer Milliarde Menschen verfolgt und gehören zu den meistgesehenen Fernsehereignissen weltweit. Während diesen Länderspielen kommt es auch zu Treffen zwischen den jeweiligen Präsidenten und Ministerpräsidenten der beiden Länder, die mithilfe des großen gemeinsamen Interesses für den Sport eine Annäherung der beiden Länder zu erreichen versuchen, wofür sich der Begriff „Cricket-Diplomatie“ etabliert hat. Ein Beispiel hierfür ist die Begegnung der beiden Premierminister Yousaf Raza Gilani (Pakistan) und Manmohan Singh (Indien) beim Halbfinale des Cricket World Cup 2011 in Mohali, Indien. Nach dem Spiel besprachen beide Regierungschefs mehrere strittige Punkte, darunter die gemeinsame Untersuchung der Anschläge in Mumbai 2008.
2004 erhielten die pakistanische und indische Cricket-Nationalmannschaften den Laureus Awards in der Kategorie „Sport for Good Award“ weil sie Cricket zur Verbesserung der diplomatischen Beziehungen zwischen beiden Ländern nutzten.

## Internationale Touren
Wie es seit dem Beginn des internationalen Crickets üblich ist, unternimmt die pakistanische Cricket-Nationalmannschaft zum Teil monatelange Touren ins Ausland, um gegen andere Nationalteams sowie gegen Regionalauswahlen und Cricketclubs anzutreten. Ebenso empfängt man daheim durch Pakistan tourenden Nationalteams. Im heimischen Sommer ist man entweder Gastgeber oder tourt durch andere Cricketnationen der Nordhemisphäre und im heimischen Winter tourt man durch die Cricketnationen der Südhemisphäre. Dabei spielt Pakistan im Test Cricket seit 2021/22 gegen Australien um die Benaud-Qadir Trophy.

## Spieler

### Bekannte Spieler

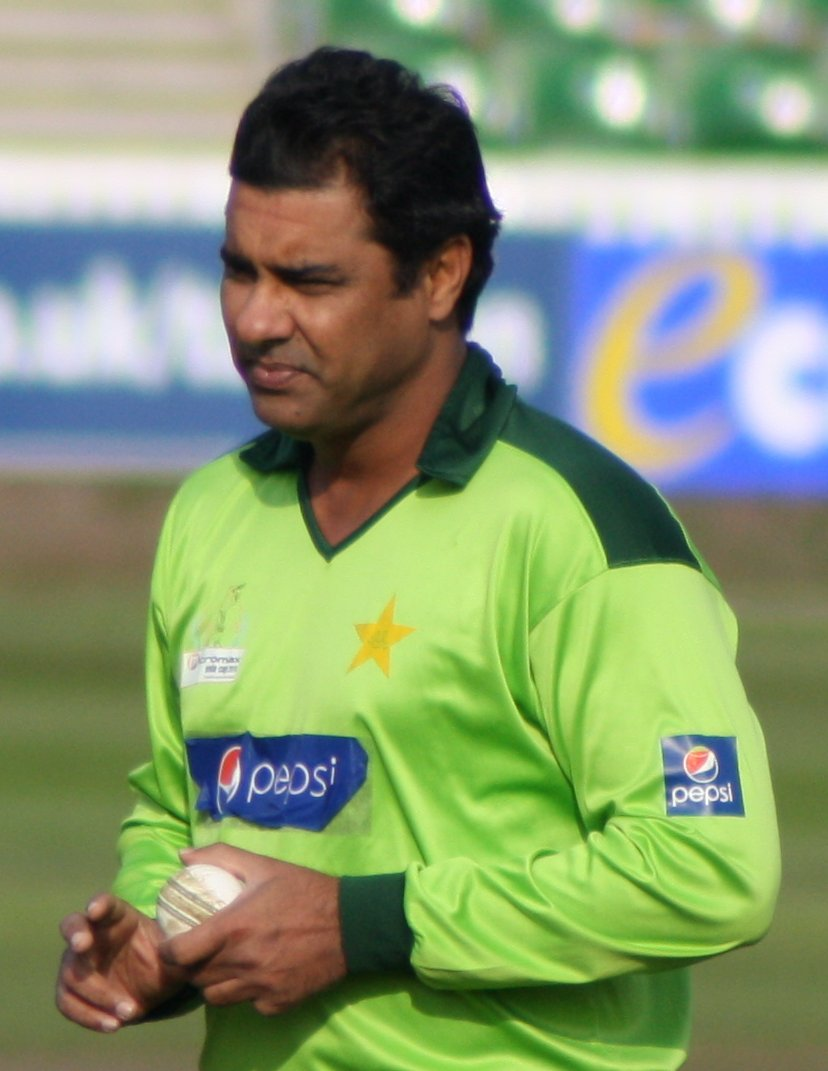
Waqar Younis (2010)

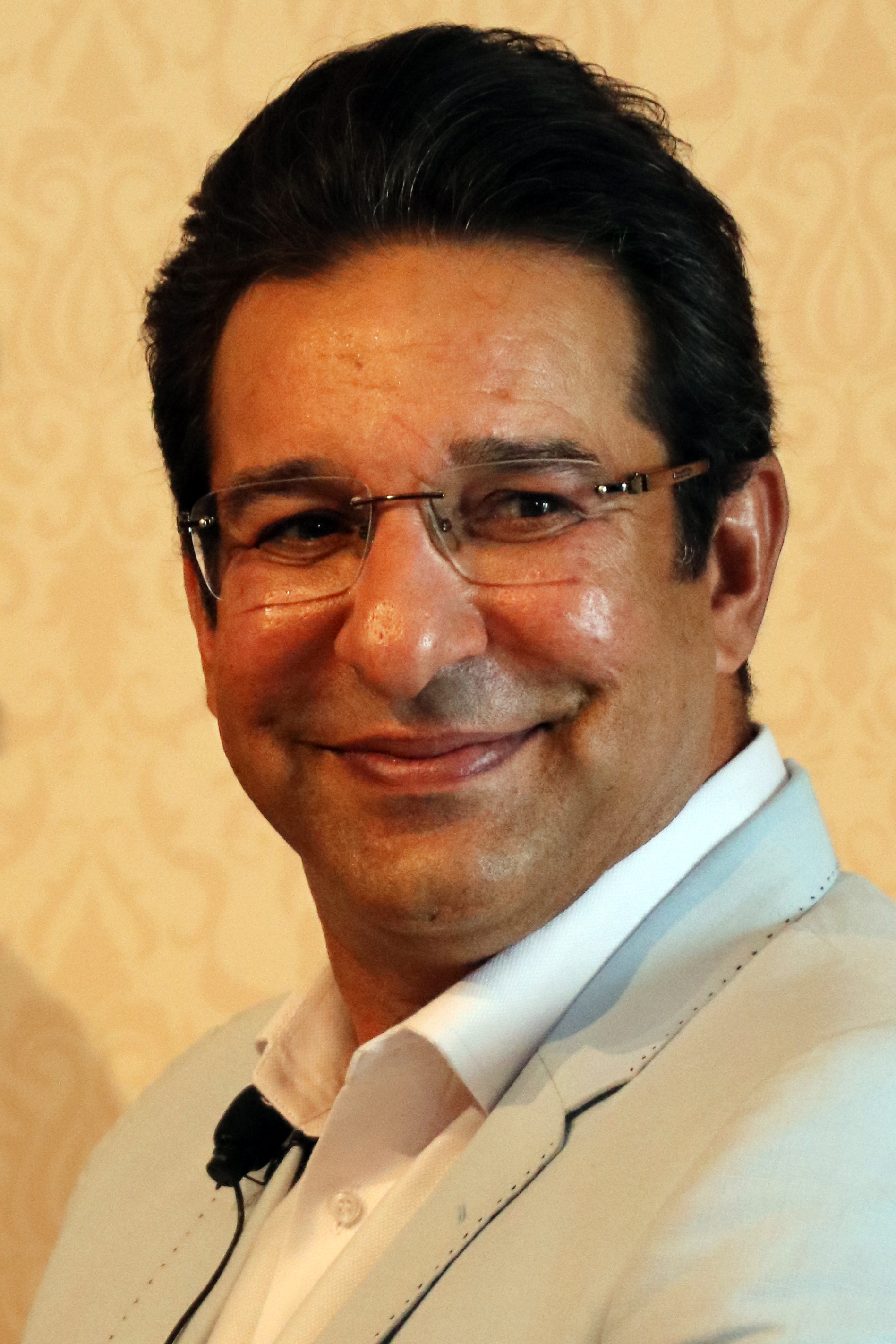
Wasim Akram (2018)

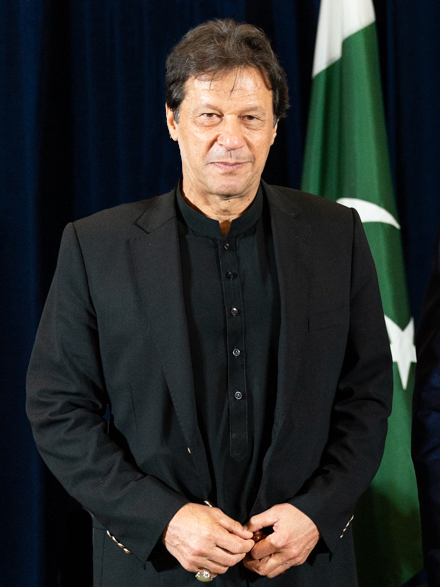
Imran Khan (2019)

Sieben ehemalige pakistanische Spieler wurden aufgrund ihrer herausragenden Leistungen in die ICC Cricket Hall of Fame aufgenommen:
| Spieler        | Position    | Aufnahme |
| -------------- | ----------- | -------- |
| Zaheer Abbas   | Batter      | 2020     |
| Wasim Akram    | All-rounder | 2009     |
| Imran Khan     | All-rounder | 2009     |
| Javed Miandad  | Batter      | 2009     |
| Hanif Mohammad | Batter      | 2009     |
| Abdul Qadir    | Bowler      | 2022     |
| Waqar Younis   | Bowler      | 2013     |

### Spielerstatistiken
Insgesamt haben für Pakistan 257 Spieler Tests, 250 Spieler ODIs und 116 Spieler T20Is gespielt. Im Folgenden sind die Spieler aufgeführt, die für die pakistanische Mannschaft die meisten Runs und Wickets erzielt haben.

#### Runs
| Test                | Test                | Test                | Test                | ODI                 | ODI                 | ODI                 | ODI                 | T20I                | T20I                | T20I                | T20I                |
| Spieler             | Zeitraum            | Tests               | Runs                | Spieler             | Zeitraum            | ODIs                | Runs                | Spieler             | Zeitraum            | T20Is               | Runs                |
| ------------------- | ------------------- | ------------------- | ------------------- | ------------------- | ------------------- | ------------------- | ------------------- | ------------------- | ------------------- | ------------------- | ------------------- |
| Younis Khan         | 2000–2017           | 118                 | 10.099              | Inzamam-ul-Haq      | 1991–2007           | 375                 | 11.701              | Babar Azam          | 2016–heute          | 128                 | 4.223               |
| Javed Miandad       | 1976–1993           | 124                 | 08.832              | Mohammad Yousuf     | 1998–2010           | 281                 | 09.554              | Mohammad Rizwan     | 2015–heute          | 106                 | 3.414               |
| Inzamam-ul-Haq      | 1992–2007           | 119                 | 08.829              | Saeed Anwar         | 1989–2003           | 247                 | 08.824              | Mohammad Hafeez     | 2006–2021           | 119                 | 2.514               |
| Mohammad Yousuf     | 1998–2010           | 090                 | 07.530              | Shahid Afridi       | 1996–2015           | 393                 | 08.027              | Shoaib Malik        | 2006–2021           | 123                 | 2.423               |
| Azhar Ali           | 2010–2022           | 097                 | 07.142              | Shoaib Malik        | 1999–2019           | 287                 | 07.534              | Fakhar Zaman        | 2017–heute          | 092                 | 1.848               |
| Stand: 3. März 2025 | Stand: 3. März 2025 | Stand: 3. März 2025 | Stand: 3. März 2025 | Stand: 3. März 2025 | Stand: 3. März 2025 | Stand: 3. März 2025 | Stand: 3. März 2025 | Stand: 3. März 2025 | Stand: 3. März 2025 | Stand: 3. März 2025 | Stand: 3. März 2025 |

#### Wickets
| Test                | Test                | Test                | Test                | ODI                 | ODI                 | ODI                 | ODI                 | T20I                | T20I                | T20I                | T20I                |
| Spieler             | Zeitraum            | Tests               | Wickets             | Spieler             | Zeitraum            | ODIs                | Wickets             | Spieler             | Zeitraum            | T20Is               | Wickets             |
| ------------------- | ------------------- | ------------------- | ------------------- | ------------------- | ------------------- | ------------------- | ------------------- | ------------------- | ------------------- | ------------------- | ------------------- |
| Wasim Akram         | 1985–2002           | 104                 | 414                 | Wasim Akram         | 1984–2003           | 356                 | 502                 | Haris Rauf          | 2020–heute          | 079                 | 110                 |
| Waqar Younis        | 1989–2003           | 087                 | 373                 | Waqar Younis        | 1989–2003           | 262                 | 416                 | Shadab Khan         | 2017–heute          | 104                 | 107                 |
| Imran Khan          | 1971–1992           | 088                 | 362                 | Shahid Afridi       | 1996–2015           | 393                 | 393                 | Shaheen Afridi      | 2018–heute          | 075                 | 100                 |
| Danish Kaneria      | 2000–2010           | 061                 | 261                 | Saqlain Mushtaq     | 1995–2003           | 169                 | 288                 | Shahid Afridi       | 2006–2016           | 098                 | 097                 |
| Yasir Shah          | 2014–heute          | 048                 | 244                 | Abdul Razzaq        | 1996–2011           | 261                 | 268                 | Umar Gul            | 2007–2016           | 060                 | 85                  |
| Stand: 3. März 2025 | Stand: 3. März 2025 | Stand: 3. März 2025 | Stand: 3. März 2025 | Stand: 3. März 2025 | Stand: 3. März 2025 | Stand: 3. März 2025 | Stand: 3. März 2025 | Stand: 3. März 2025 | Stand: 3. März 2025 | Stand: 3. März 2025 | Stand: 3. März 2025 |

### Mannschaftskapitäne
Bisher haben insgesamt 35 Spieler als Kapitän für Pakistan bei einem Testmatch fungiert, 31 für ein ODI und 13 für ein T20I.
| Test | Test             | Test       | ODI              | ODI        | T20I            | T20I       |
| Nr.  | Name             | Zeitraum   | Name             | Zeitraum   | Name            | Zeitraum   |
| ---- | ---------------- | ---------- | ---------------- | ---------- | --------------- | ---------- |
| 1    | Abdul Kardar     | 1952–1958  | Intikhab Alam    | 1973–1974  | Inzamam-ul-Haq  | 2006       |
| 2    | Fazal Mahmood    | 1959–1961  | Asif Iqbal       | 1975–1979  | Younis Khan     | 2007–2009  |
| 3    | Imtiaz Ahmed     | 1959–1962  | Majid Khan       | 1975       | Shoaib Malik    | 2007–2019  |
| 4    | Javed Burki      | 1962       | Mushtaq Mohammad | 1976–1978  | Misbah-ul-Haq   | 2009–2012  |
| 5    | Hanif Mohammad   | 1964–1967  | Wasim Bari       | 1977–1978  | Shahid Afridi   | 2009–2016  |
| 6    | Saeed Ahmed      | 1969       | Javed Miandad    | 1980–1993  | Mohammad Hafeez | 2012–2014  |
| 7    | Intikhab Alam    | 1969–1975  | Zaheer Abbas     | 1982–1984  | Sarfaraz Ahmed  | 2016–2019  |
| 8    | Majid Khan       | 1973       | Imran Khan       | 1982–1992  | Babar Azam      | 2019–2024  |
| 9    | Mushtaq Mohammad | 1976–1979  | Sarfraz Nawaz    | 1984       | Shadab Khan     | 2020–2023  |
| 10   | Wasim Bari       | 1977–1978  | Abdul Qadir      | 1987–1988  | Qasim Akram     | 2023       |
| 11   | Asif Iqbal       | 1979–1980  | Saleem Malik     | 1992–1995  | Shaheen Afridi  | 2024       |
| 12   | Javed Miandad    | 1980–1993  | Rameez Raja      | 1992–1997  | Mohammad Rizwan | 2024–heute |
| 13   | Imran Khan       | 1982–1992  | Wasim Akram      | 1993–2000  | Agha Salman     | 2024       |
| 14   | Zaheer Abbas     | 1983–1984  | Waqar Younis     | 1993–2003  |                 |            |
| 15   | Wasim Akram      | 1993–1999  | Moin Khan        | 1995–2001  |                 |            |
| 16   | Waqar Younis     | 1993–2003  | Saeed Anwar      | 1995–2000  |                 |            |
| 17   | Saleem Malik     | 1994–1995  | Aamer Sohail     | 1996–1998  |                 |            |
| 18   | Rameez Raja      | 1995–1997  | Rashid Latif     | 1998–2003  |                 |            |
| 19   | Saeed Anwar      | 1996–2000  | Inzamam-ul-Haq   | 2002–2007  |                 |            |
| 20   | Aamer Sohail     | 1998       | Mohammad Yousuf  | 2003–2010  |                 |            |
| 21   | Rashid Latif     | 1998–2003  | Younis Khan      | 2005–2009  |                 |            |
| 22   | Moin Khan        | 1998–2001  | Abdul Razzaq     | 2006       |                 |            |
| 23   | Inzamam-ul-Haq   | 2001–2007  | Shoaib Malik     | 2007–2019  |                 |            |
| 24   | Mohammad Yousuf  | 2003–2010  | Misbah-ul-Haq    | 2008–2015  |                 |            |
| 25   | Younis Khan      | 2005–2009  | Shahid Afridi    | 2009–2014  |                 |            |
| 26   | Shoaib Malik     | 2007       | Azhar Ali        | 2015–2017  |                 |            |
| 27   | Shahid Afridi    | 2010       | Sarfaraz Ahmed   | 2015–2019  |                 |            |
| 28   | Salman Butt      | 2010       | Mohammad Hafeez  | 2017       |                 |            |
| 29   | Misbah-ul-Haq    | 2010–2017  | Imad Wasim       | 2019       |                 |            |
| 30   | Mohammad Hafeez  | 2012       | Babar Azam       | 2021–2023  |                 |            |
| 31   | Azhar Ali        | 2016–2020  | Mohammad Rizwan  | 2024–heute |                 |            |
| 32   | Sarfaraz Ahmed   | 2017–2019  |                  |            |                 |            |
| 33   | Mohammad Rizwan  | 2020–2021  |                  |            |                 |            |
| 34   | Babar Azam       | 2021–2023  |                  |            |                 |            |
| 35   | Shan Masood      | 2023–heute |                  |            |                 |            |

## Bilanz
Die Mannschaft hat die folgenden Bilanzen gegen die anderen Vollmitglieder des ICC im Test-, ODI- und T20I-Cricket (Stand: 3. März 2025).
| Gegner      | Tests | Tests | Tests | Tests | Tests | ODIs | ODIs | ODIs | ODIs | ODIs | T20Is | T20Is | T20Is | T20Is | T20Is |
| Gegner      | Sp.   | S     | U     | N     | R     | Sp.  | S    | U    | N    | NR   | Sp.   | S     | U     | N     | NR    |
| ----------- | ----- | ----- | ----- | ----- | ----- | ---- | ---- | ---- | ---- | ---- | ----- | ----- | ----- | ----- | ----- |
| Afghanistan | 0     | 0     | 0     | 0     | 0     | 8    | 7    | 0    | 1    | 0    | 7     | 4     | 0     | 3     | 0     |
| Australien  | 72    | 15    | 0     | 37    | 20    | 111  | 36   | 1    | 71   | 3    | 28    | 12    | 1     | 14    | 1     |
| Bangladesch | 15    | 12    | 0     | 2     | 1     | 39   | 34   | 0    | 5    | 0    | 19    | 16    | 0     | 3     | 0     |
| England     | 92    | 23    | 0     | 30    | 39    | 92   | 32   | 0    | 57   | 3    | 31    | 9     | 1     | 20    | 1     |
| Indien      | 59    | 12    | 0     | 9     | 38    | 136  | 73   | 0    | 58   | 5    | 13    | 3     | 1     | 9     | 0     |
| Irland      | 1     | 1     | 0     | 0     | 0     | 7    | 5    | 1    | 1    | 0    | 5     | 4     | 0     | 1     | 0     |
| Neuseeland  | 62    | 25    | 0     | 14    | 23    | 119  | 61   | 1    | 54   | 3    | 44    | 23    | 0     | 19    | 2     |
| Simbabwe    | 19    | 12    | 0     | 3     | 4     | 65   | 56   | 2    | 5    | 2    | 21    | 18    | 0     | 3     | 0     |
| Sri Lanka   | 59    | 23    | 0     | 17    | 19    | 157  | 93   | 1    | 59   | 4    | 23    | 13    | 0     | 10    | 0     |
| Südafrika   | 30    | 6     | 0     | 17    | 7     | 87   | 34   | 0    | 52   | 1    | 24    | 12    | 0     | 12    | 0     |
| West Indies | 56    | 22    | 0     | 19    | 15    | 137  | 63   | 3    | 71   | 0    | 21    | 15    | 0     | 3     | 3     |

## Internationale Turniere

### World Test Championship
- 2019–2021: 6. Platz
- 2021–2023: 7. Platz
- 2023–2025: 9. Platz
- 2025–2027: qualifiziert

### Cricket World Cup
- 1975: Vorrunde
- 1979: Halbfinale
- 1983: Halbfinale
- 1987: Halbfinale
- 1992: Sieger
- 1996: Viertelfinale
- 1999: 2. Platz
- 2003: Vorrunde
- 2007: Vorrunde
- 2011: Halbfinale
- 2015: Viertelfinale
- 2019: Vorrunde
- 2023: Vorrunde
- 2027: noch ausstehend
- 2031: noch ausstehend

### Champions Trophy
- 1998: Viertelfinale
- 2000: Halbfinale
- 2002: Vorrunde
- 2004: Halbfinale
- 2006: Vorrunde
- 2009: Halbfinale
- 2013: Vorrunde
- 2017: Sieger
- 2025: Vorrunde
- 2029: noch ausstehend

### T20 World Cup
- 2007: Finale
- 2009: Sieger
- 2010: Halbfinale
- 2012: Halbfinale
- 2014: Super 10
- 2016: Super 10
- 2021: Halbfinale
- 2022: 2. Platz
- 2024: Vorrunde
- 2026: qualifiziert
- 2028: noch ausstehend
- 2030: noch ausstehend

### Asia Cup
- 1984: Vorrunde
- 1986: 2. Platz
- 1988: Vorrunde
- 1990: nicht teilgenommen
- 1993: Turnier abgesagt
- 1995: Vorrunde
- 1997: Vorrunde
- 2000: Sieger
- 2004: Super 4
- 2008: Super 4
- 2010: Vorrunde
- 2012: Sieger
- 2014: 2. Platz
- 2016: Vorrunde
- 2018: Super 4
- 2022: 2. Platz
- 2023: Super 4
- 2025: qualifiziert